# 23. Juni
Der 23. Juni ist der 174. Tag des gregorianischen Kalenders (der 175. in Schaltjahren), somit verbleiben noch 191 Tage bis zum Jahresende.

## Ereignisse

### Politik und Weltgeschehen
- 0229: Der chinesische Kriegsherr Sun Quan, Herzog von Wu, ernennt sich zum Kaiser der Wu-Dynastie.
- 1101: Lombardische Kreuzfahrer erobern während des Kreuzzuges von 1101 Ankara.
- 1180: Mit der ersten Schlacht von Uji beginnt der Gempei-Krieg in Japan, bei dem zwei Samurai-Familien um die Macht im Staat kämpfen.
- 1197: Vladislav Heinrich wird zum böhmischen Herzog gewählt. Er dankt jedoch wenig später zugunsten seines Bruders Ottokar I. ab, um den Familienstreit der Přemysliden nicht eskalieren zu lassen.
- 1305: Im Vertrag von Athis-sur-Orge wird die Grafschaft Flandern als französisches Lehen unabhängig, muss aber die Städte Lille, Douai und Béthune der französischen Krone überlassen und eine jährliche Entschädigungszahlung erbringen.

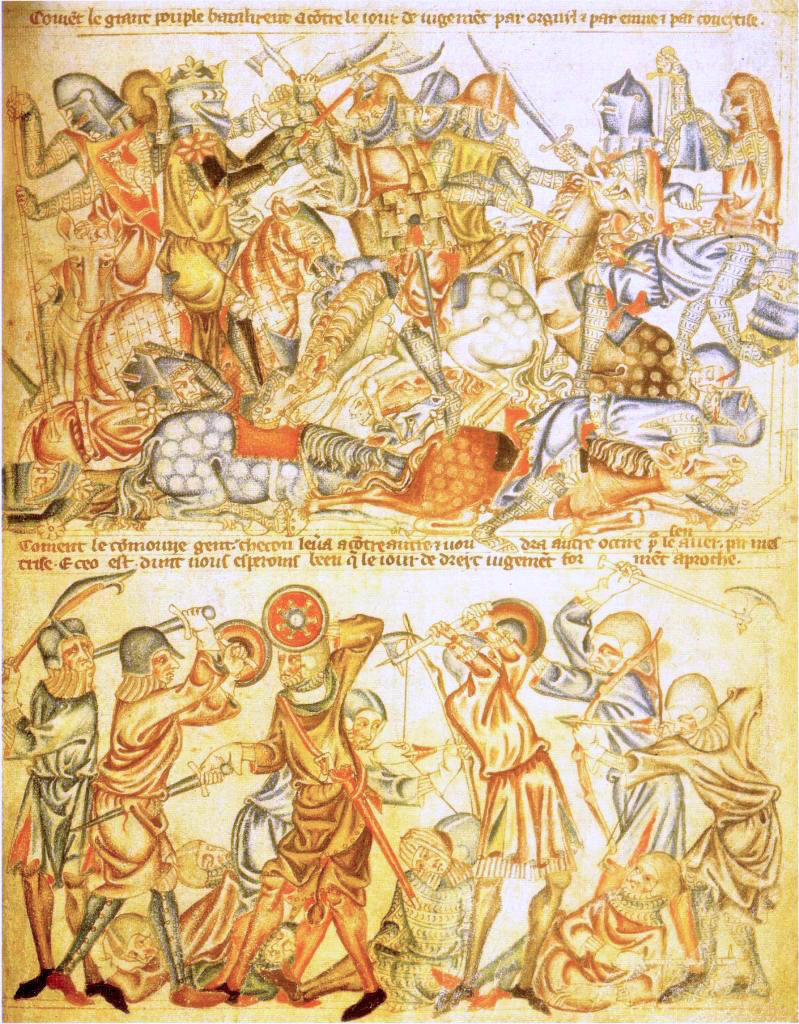
1314: Schlacht von Bannockburn

- 1314: In der Schlacht von Bannockburn erringt Robert the Bruce einen entscheidenden Sieg über ein englisches Heer unter Eduard II. und sichert damit die Unabhängigkeit Schottlands.
- 1372: Die zweitägige Seeschlacht von La Rochelle im Hundertjährigen Krieg endet mit einem Sieg der französisch-kastilischen Flotte über die Engländer.
- 1524: In der Zeit des Deutschen Bauernkriegs findet im Wutachtal bei Stühlingen eine erste Erhebung von Bauern statt.

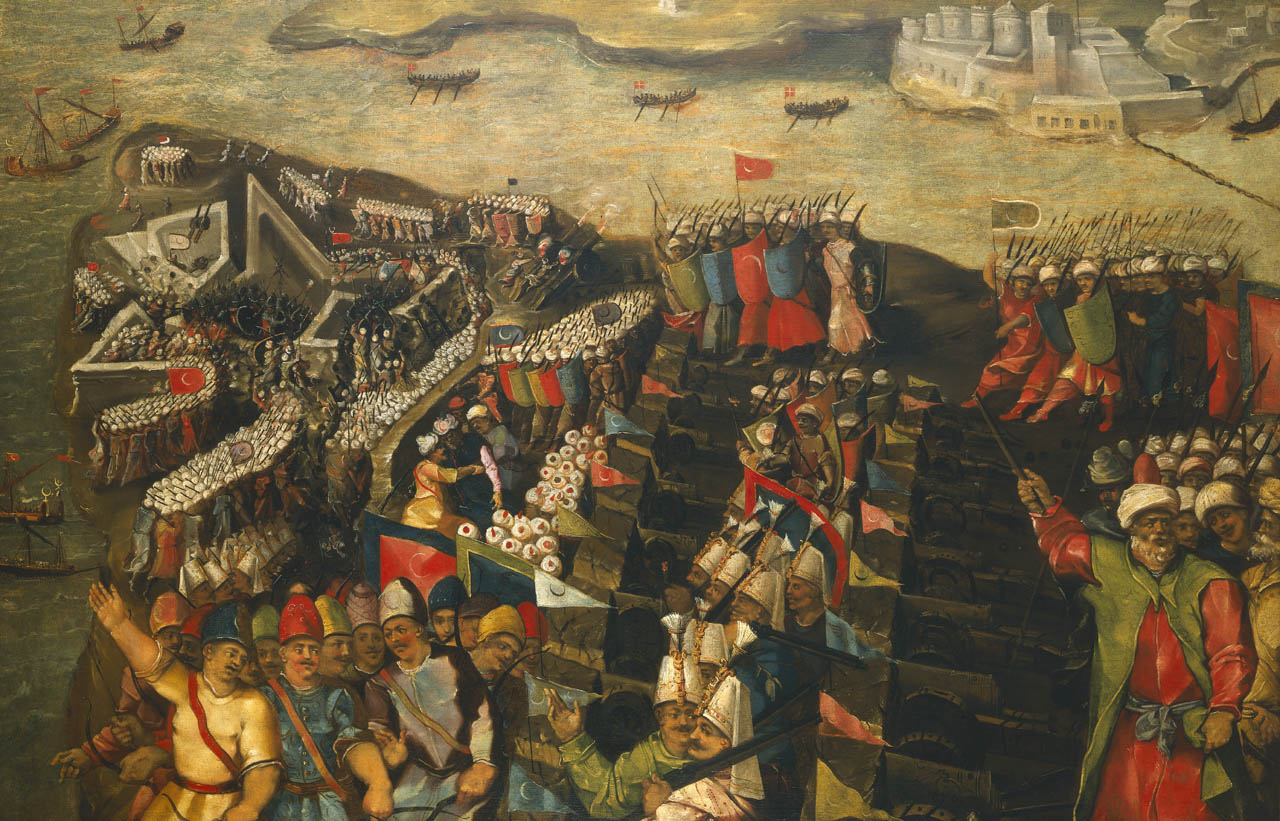
1565: Die Eroberung St. Elmos

- 1565: Bei der Belagerung von Malta gelingt den Osmanen die Eroberung des Forts St. Elmo nach Plänen des Korsaren Turgut Reis, der bei dem Angriff ums Leben kommt.
- 1585: Im Achtzigjährigen Krieg kommt es zur Schlacht bei Amerongen in der Provinz Utrecht. Graf Adolf von Neuenahr scheitert mit seiner aus Niederländern und deutschen Söldnern bestehenden Truppe beim Versuch, das Marodieren spanischer Einheiten zu stoppen.
- 1606: Der Frieden von Wien beendet einen mehrmonatigen, gegen die Habsburger gerichteten Aufstand in Oberungarn. Erzherzog Matthias von Österreich erkennt darin den Anführer Stephan Bocskai als Fürst Siebenbürgens an und gewährt Calvinisten und Lutheranern in Oberungarn Religionsfreiheit.

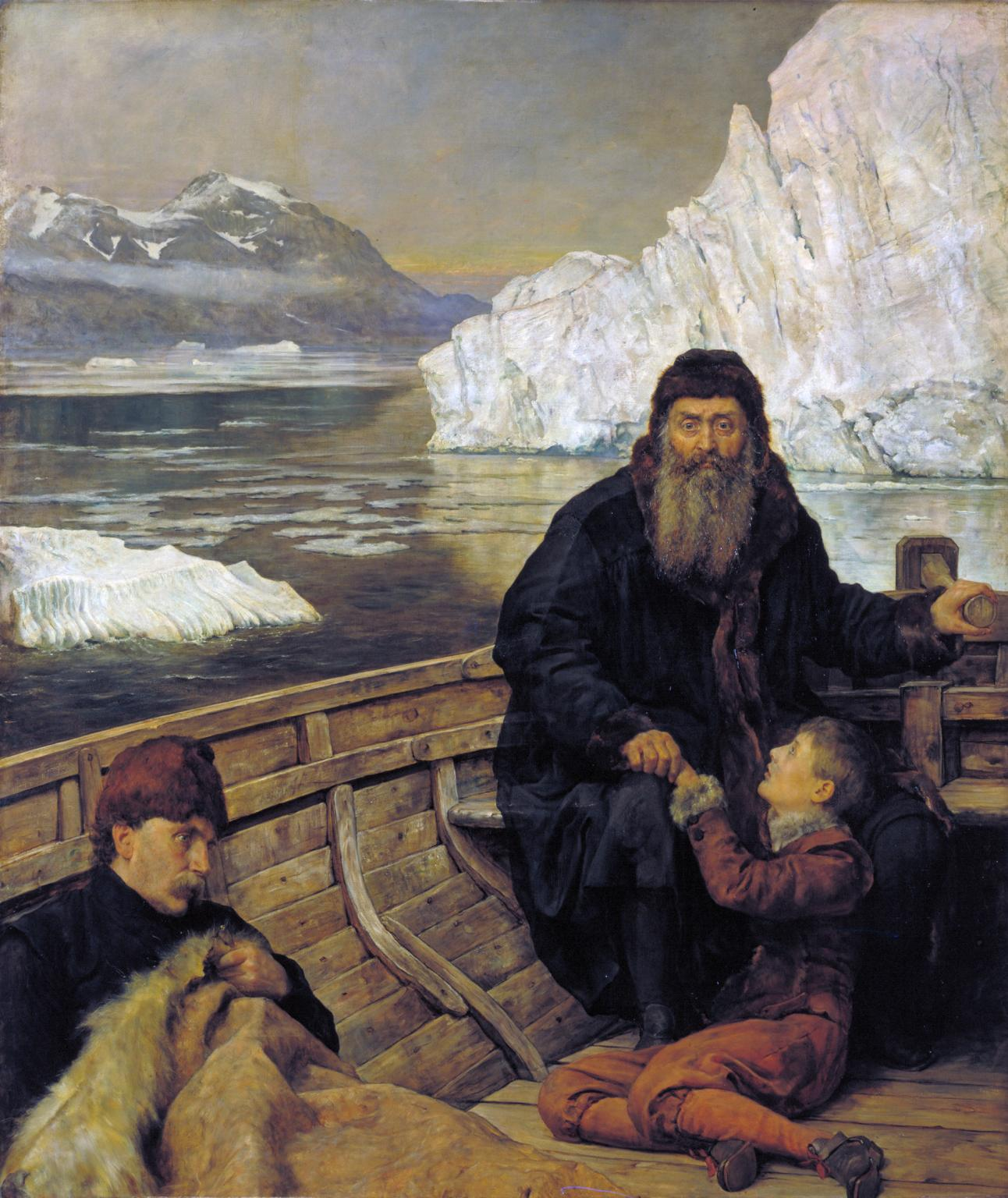
1611: Henry Hudson

- 1611: Der englische Seefahrer Henry Hudson wird mit seinem Sohn und sieben treuen Crewmitgliedern nach einer Meuterei in einem offenen Boot ausgesetzt. Ihr weiteres Schicksal ist unbekannt.
- 1656: Im Vertrag von Marienburg sichert sich Schwedens König Karl X. Gustav Brandenburg-Preußen als Bündnispartner im Zweiten Nordischen Krieg.

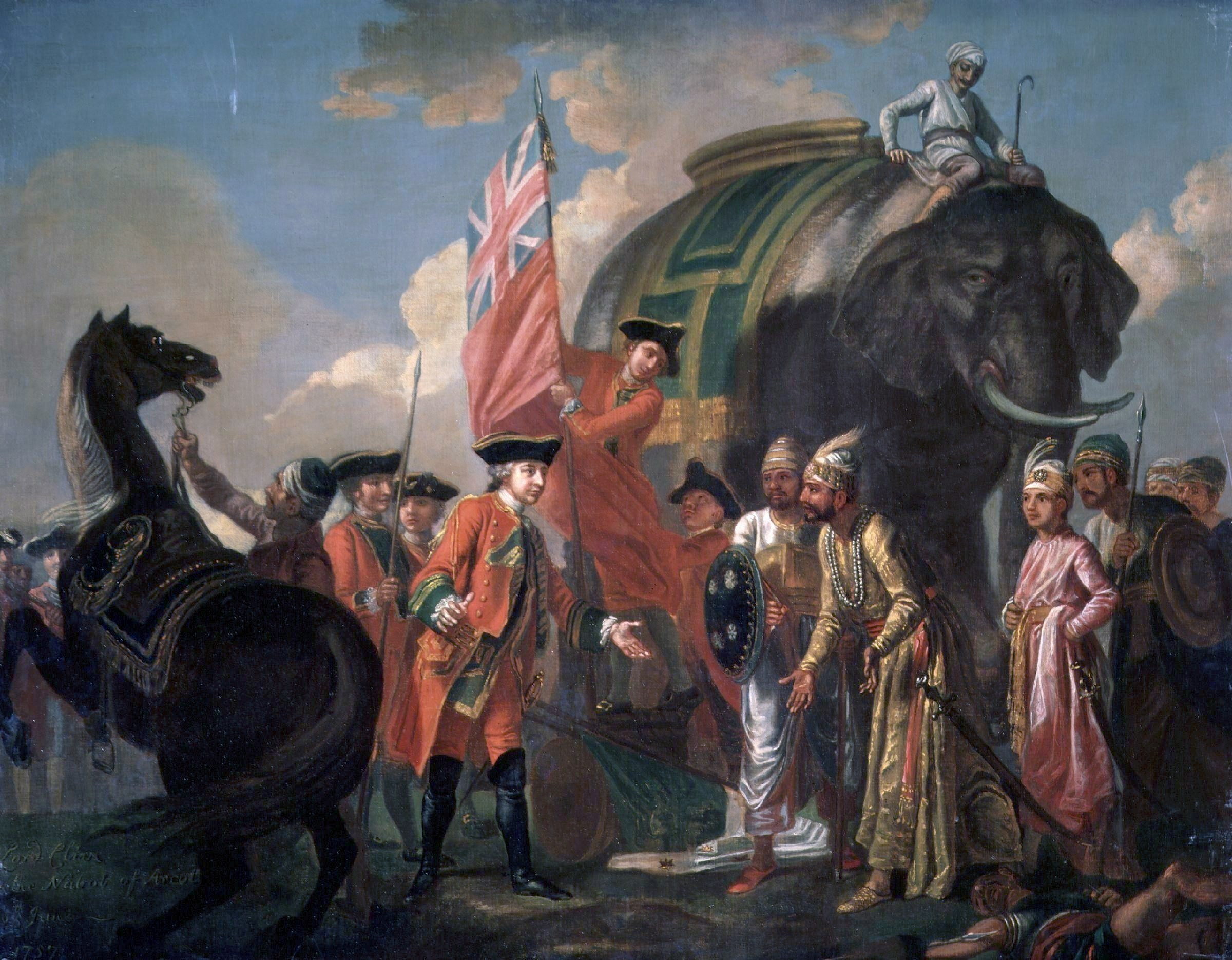
1757: Schlacht bei Plassey

- 1757: In der Schlacht bei Plassey besiegt eine Söldnertruppe der Britischen Ostindien-Kompanie unter Führung von Robert Clive die Truppe von Siraj-ud-Daula, dem letzten unabhängigen Nawab von Bengalen. Die Schlacht wird als der Beginn der britischen Herrschaft in Indien betrachtet.
- 1758: In der Schlacht bei Krefeld während des Siebenjährigen Krieges besiegen die Preußen unter Prinz Ferdinand ein überlegenes französisches Heer unter der Führung des Grafen von Clermont.
- 1760: Im Siebenjährigen Krieg besiegt in der Schlacht bei Landeshut die österreichische die preußische Armee. Der preußische Heerführer Heinrich August de la Motte Fouqué ist prominentester Gefangener.
- 1865: Mit der Kapitulation der letzten konföderierten Truppen in Texas endet der Sezessionskrieg.
- 1914: In der Mexikanischen Revolution besiegt in der Schlacht bei Zacatecas eine von Pancho Villa geführte Armee Aufständischer die Regierungstruppen des Präsidenten Victoriano Huerta. Nach dem Sieg bricht jedoch neuer Streit zwischen den verschiedenen Fraktionen des Revolutionslagers aus, was weitere Kämpfe auslöst.
- 1915: Die Erste Isonzoschlacht während des Ersten Weltkriegs beginnt.

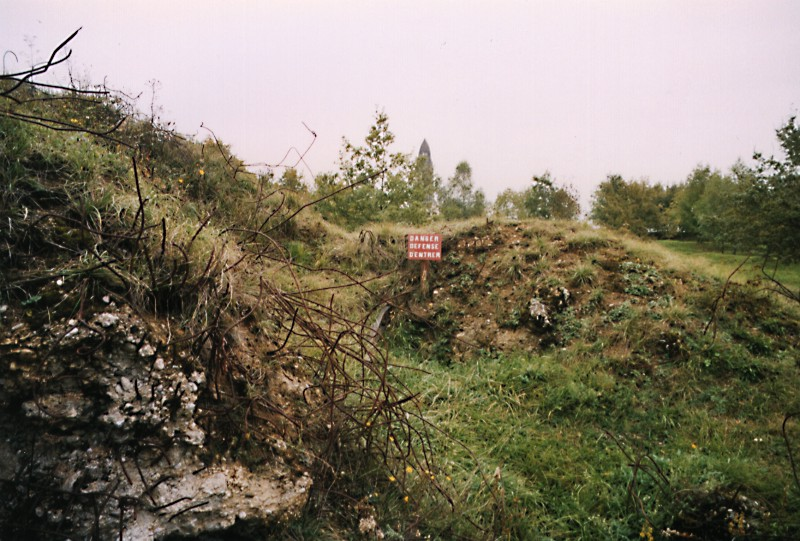
1916: Zwischenwerk Thiaumont (Überreste)

- 1916: In der Schlacht um Verdun erstürmen deutsche Truppen das Zwischenwerk Thiaumont.
- 1919: Lettischen und estnischen Truppen gelingt es im Estnischen Freiheitskrieg bei Cēsis, den Vormarsch der Baltischen Landeswehr zu stoppen.
- 1920: Mit der Abschaffung der Adelsprivilegien in Preußen sind Adelstitel in Deutschland fortan nur noch Namensbestandteile.
- 1928: General Umberto Nobile lässt sich von Einar Lundborg von Spitzbergen ausfliegen. Drei Wochen später werden die Überlebenden der Italia durch den sowjetischen Eisbrecher Krasin gerettet.
- 1960: In den Vereinigten Staaten wird Enovid als Verhütungsmittel und damit als weltweit erste Antibabypille zugelassen.

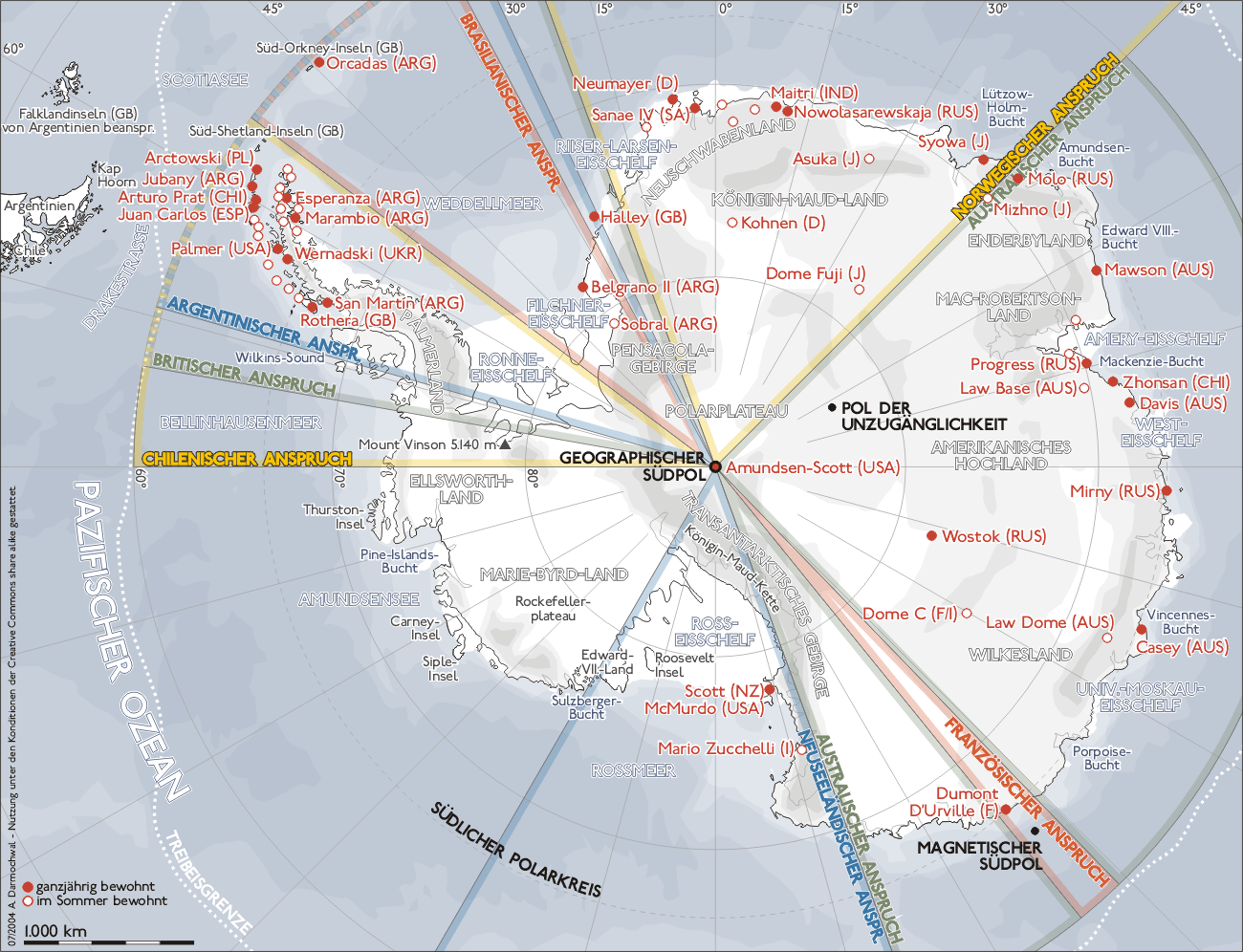
1961: Antarktis, Geographie, Ansprüche und Forschungsstationen

- 1961: Der Antarktis-Vertrag, mit dem eine militärische Nutzung der Antarktis ausgeschlossen wird, tritt in Kraft.
- 1962: Die kommunistische Pathet-Lao-Bewegung bildet in Laos zusammen mit den Royalisten eine Koalitionsregierung unter Souvanna Phouma.
- 1972: Der bundesdeutsche Grundwehrdienst wird von 18 auf 15 Monate herabgesetzt.
- 1974: Rudolf Kirchschläger wird zum österreichischen Bundespräsidenten gewählt.
- 1983: In Luxemburg wird die Grüne Partei gegründet.
- 1990: Die Republik Moldau erklärt sich für souverän.
- 2016: Bei einem Referendum über den Verbleib des Vereinigten Königreichs in der Europäischen Union stimmen 51,9 % der Wähler (Wahlbeteiligung 72,2 %) für den Austritt.

### Wirtschaft

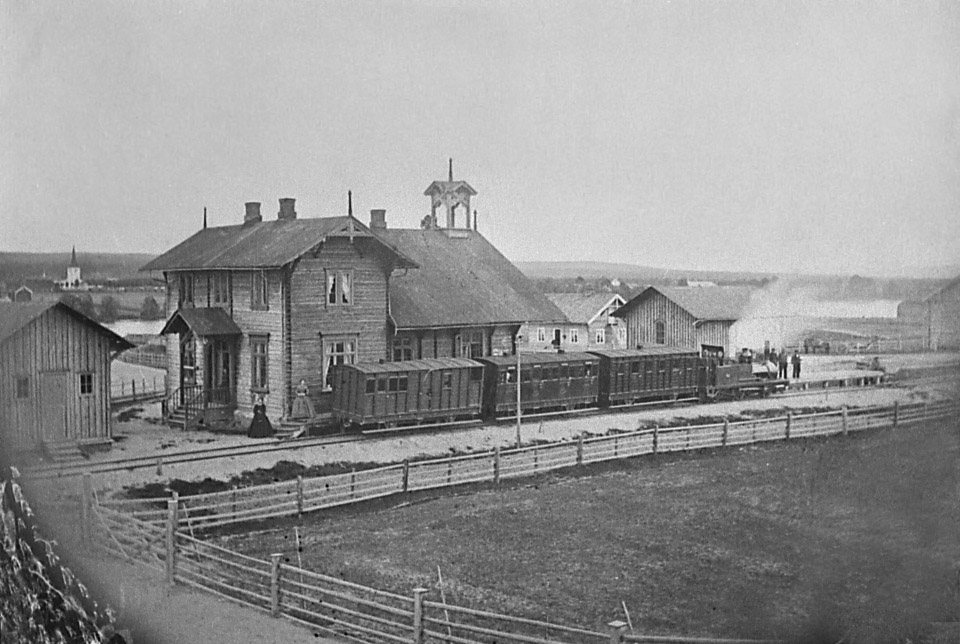
1862: Zug am Bahnhof Elverum

- 1862: Auf der Strecke von Hamar nach Grundset nimmt in Norwegen die weltweit erste Schmalspurbahn in Kapspur ihren Betrieb auf. Sie ist vom Eisenbahnpionier Carl Abraham Pihl konzipiert.
- 1999: In Belgien, Frankreich, Holland und Luxemburg wird das für Coca-Cola-Getränke verhängte Verkaufsverbot aufgehoben.

### Wissenschaft und Technik

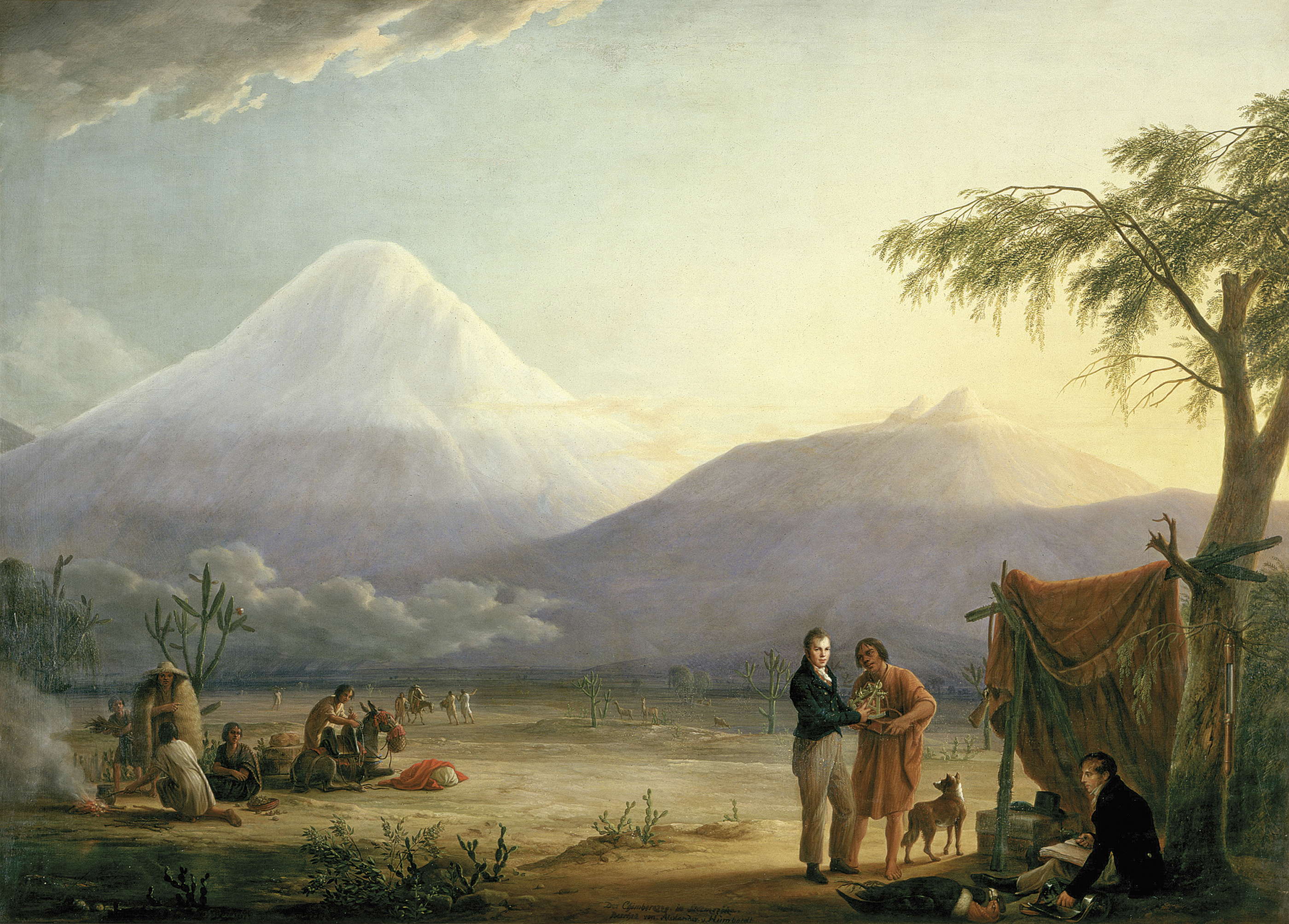
1802: Humboldt und Bonpland am Fuß des Chimborazo

- 1802: Der deutsche Naturforscher Alexander von Humboldt besteigt zusammen mit dem französischen Botaniker Aimé Bonpland in Südamerika den 6267 Meter hohen Chimborazo bis zu einer Höhe von rund 5600 Meter. Humboldt beschreibt anschließend zum ersten Mal Symptome der Höhenkrankheit.

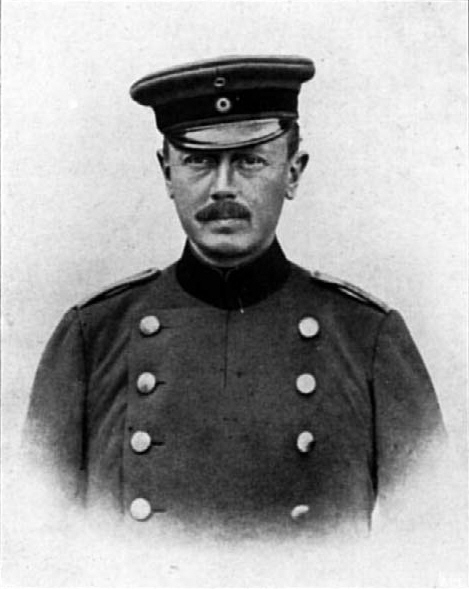
1888: Hans Bartsch von Sigsfeld

- 1888: Der deutsche Verein zur Förderung der Luftschifffahrt führt die erste der sogenannten Berliner wissenschaftlichen Luftfahrten durch. An Bord des Gasballons Herder befinden sich unter anderem das Vereinsmitglied Hans Bartsch von Sigsfeld und der Meteorologe Victor Kremser.
- 1905: Das dritte Motorflugzeug Wright Flyer III der Brüder Wright startet mit Orville Wright am Steuer zum Erstflug.

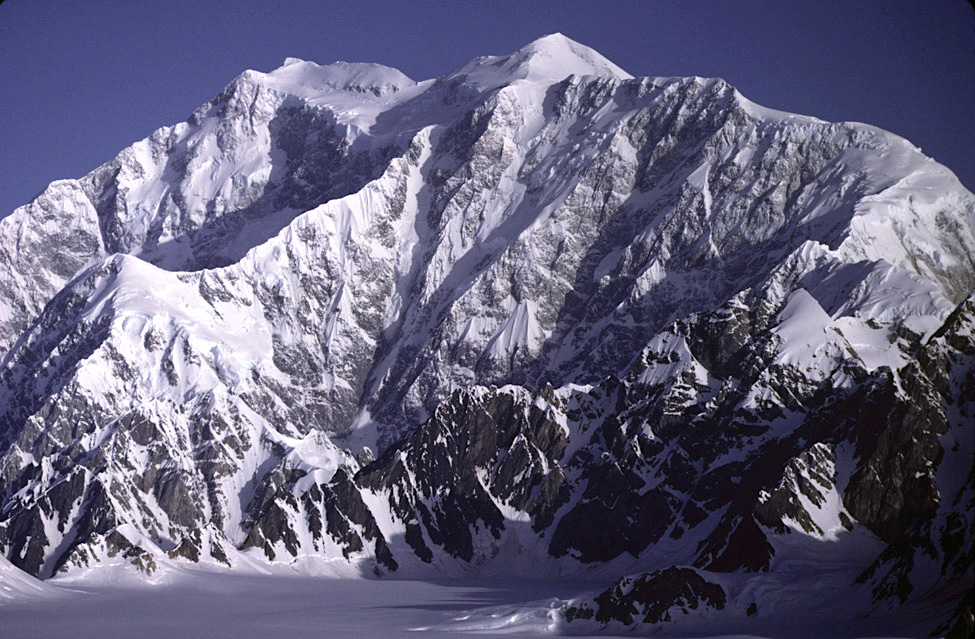
1925: Mount Logan

- 1925: Einem sechsköpfigen Team gelingt die Erstbesteigung des Mount Logan, des mit 5.959 m höchsten Berges Kanadas.
- 1938: In Berlin beginnen die Arbeiten für die Große Halle der Reichshauptstadt Germania.
- 1960: Die Jesuiten gründen in Managua die erste private Universität Zentralamerikas, die Universidad Centroamericana.
- 1998: In Bangladesch wird die neu erbaute 4,8 km lange Bangabandhu-Brücke über die Jamuna für den Verkehr freigegeben.

### Kultur
- 1840: In Leipzig erfolgt die Uraufführung der komischen Oper Hans Sachs von Albert Lortzing nach dem gleichnamigen Schauspiel von Johann Ludwig Deinhardstein.
- 1953: Am Moskauer Bolschoi-Theater wird die Oper Die Dekabristen von Juri Alexandrowitsch Schaporin uraufgeführt.
- 1954: In Köln findet die Uraufführung der Oper Die Witwe von Ephesus von Hermann Reutter statt.
- 1993: In Lausanne wird das von Juan Antonio Samaranch initiierte Olympische Museum eröffnet.

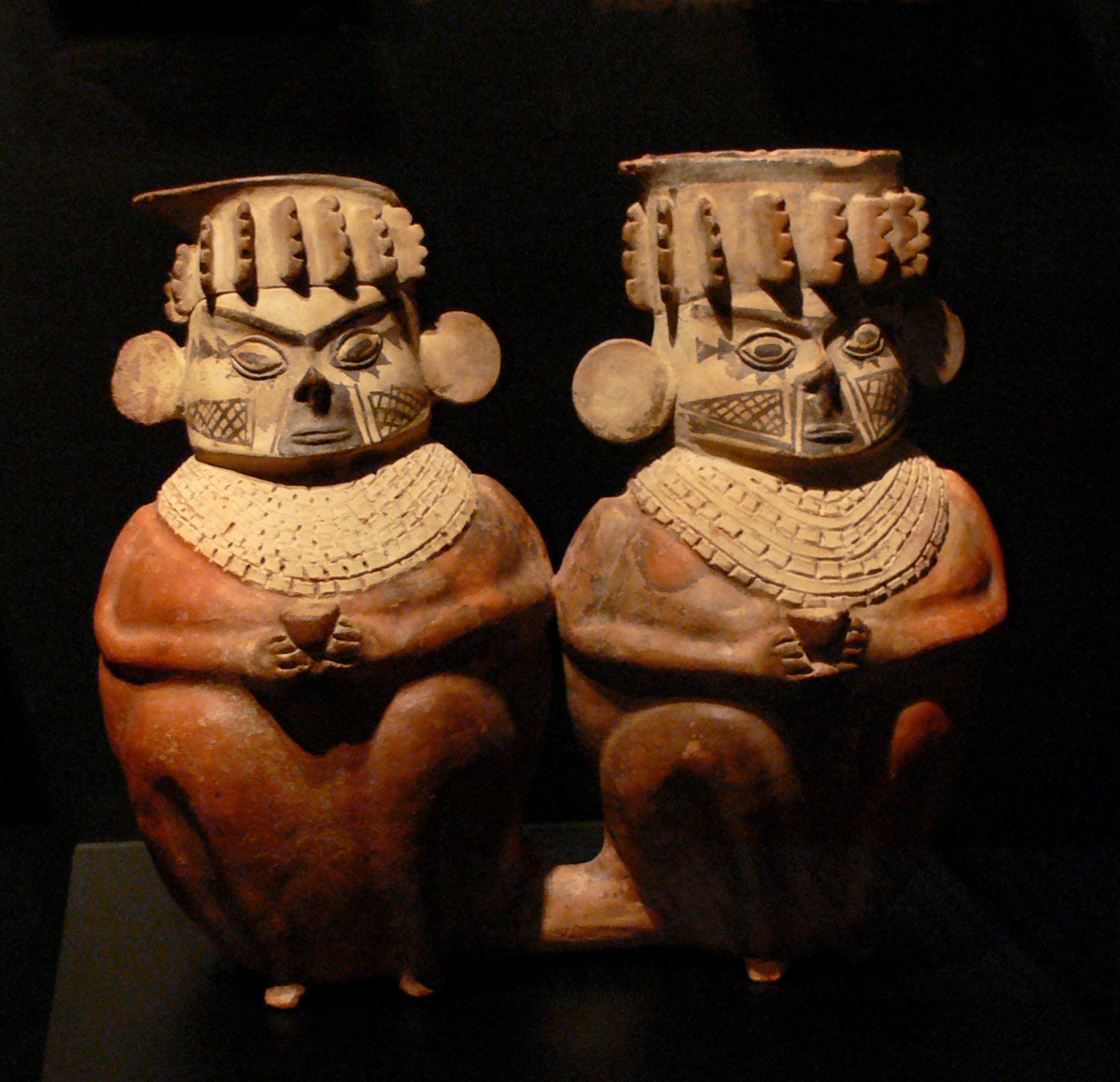
2006: Exponat im Musée du quai Branly

- 2006: Das Musée du quai Branly in Paris wird als nationales französisches Museum für nichteuropäische Kunst eröffnet.

### Gesellschaft
- 1924: Der Serienmörder Fritz Haarmann wird in Hannover gefasst.

### Religion
- 0964: Die Römer liefern Papst Benedikt V. an Kaiser Otto I. aus, welcher Leo VIII. für das Amt favorisiert.
- 1993: Die im Kloster Balamand tagende Gemeinsame Internationale Kommission für den theologischen Dialog zwischen der katholischen Kirche und der orthodoxen Kirche lehnt in einer Erklärung den Uniatismus als Methode oder Modell für die angestrebte Einheit beider Kirchen ab.
- 1996: Die beiden deutschen Priester Karl Leisner und Bernhard Lichtenberg werden von Papst Johannes Paul II. im Berliner Olympiastadion seliggesprochen.

### Natur und Umwelt

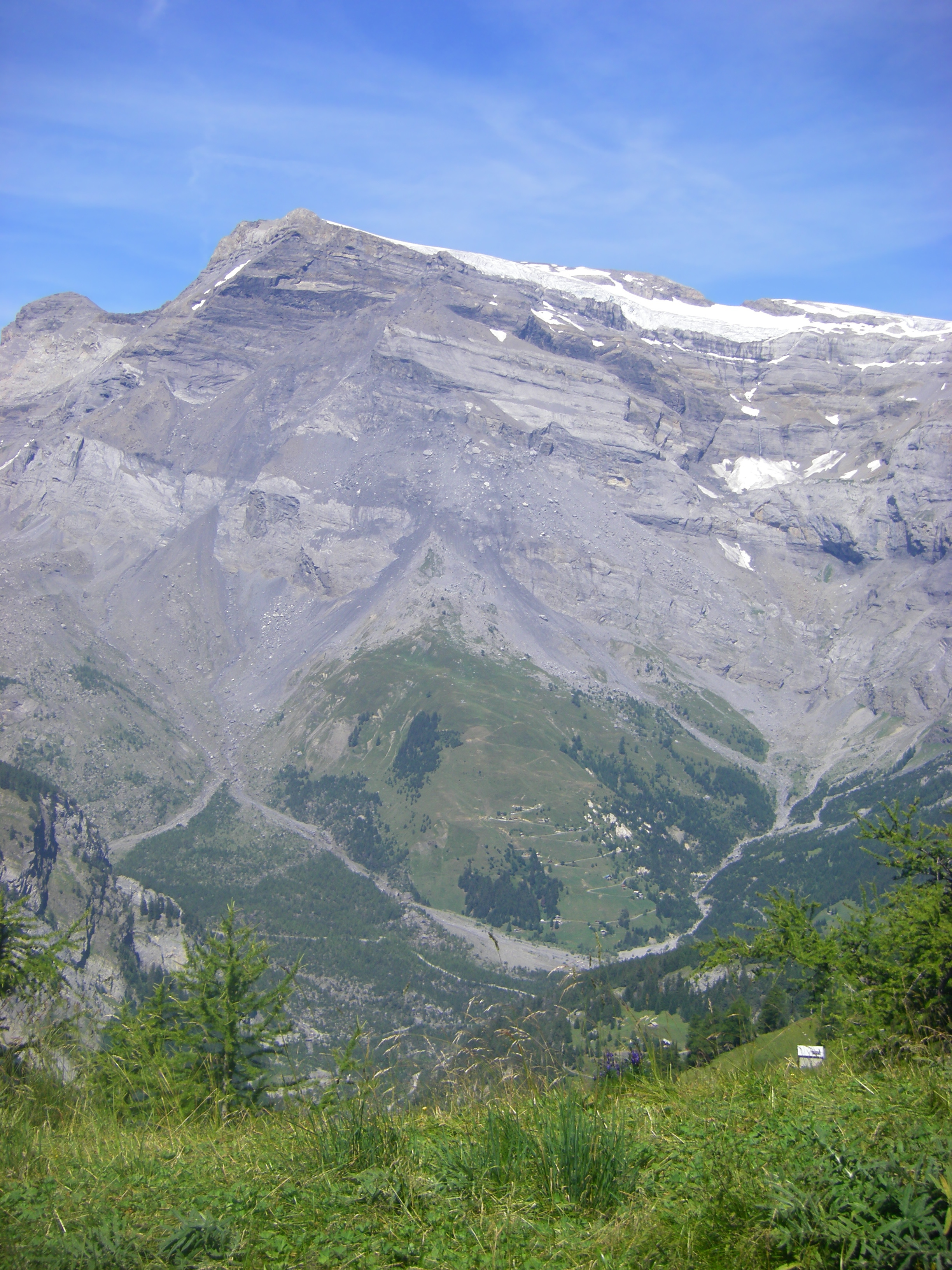
1749: Abbruchseite des Berges Les Diablerets

- 1749: Ein Bergsturz führt in den Waadtländer Alpen zum Entstehen der südlichen Felswand des Berges Les Diablerets. Etwa 50 Millionen Kubikmeter Gestein rutschen ab. Der Lac de Derborence wird weiter aufgestaut.

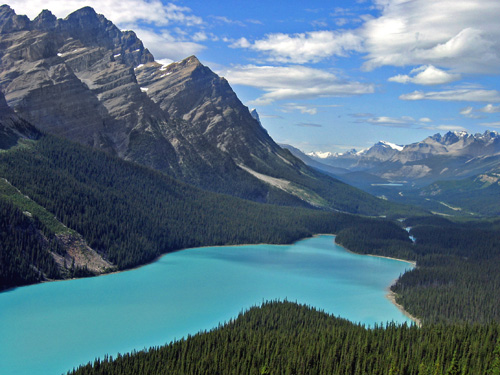
1887: Banff-Nationalpark

- 1887: In Kanada entsteht mit dem „Rocky Mountains Park Act“ die gesetzliche Grundlage für den Banff-Nationalpark.
- 2006: Im Australia Zoo in Queensland stirbt die Galápagos-Riesenschildkröte Harriet (* ca. 1830), die als eines der ältesten bekannten Tiere der Welt gilt.

### Katastrophen
- 1985: Air-India-Flug 182 der indischen Luftfahrtgesellschaft Air India stürzt nach einer Bombenexplosion in den Atlantik. Dabei sterben alle 329 Menschen an Bord der Boeing 747.
- 2001: Bei einem Erdbeben der Stärke 8,4 nahe der Küste von Peru kommen 138 Menschen ums Leben.

Kleinere Unglücksfälle sind in den Unterartikeln von Katastrophe und in der Liste von Katastrophen aufgeführt.

### Sport

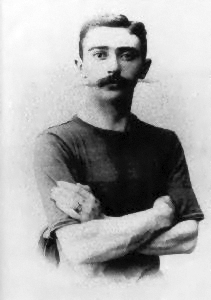
1894: Pierre de Coubertin

- 1894: Auf Initiative von Pierre de Coubertin wird in Paris das Internationale Olympische Komitee gegründet. Als Austragungsort der ersten Olympischen Spiele der Neuzeit wird Athen ausgewählt.
- 1897: In London beginnt das erste internationale Schachturnier für Frauen.
- 1923: Gründung des rumänischen Fußballvereins Rapid Bukarest.
- 1979: Die West Indies gewinnen den zweiten Cricket World Cup in England, indem sie im Finale England mit 92 Runs besiegen.
- 1991: In Paris gewinnt die deutsche Hockeynationalmannschaft die Feldhockey-Europameisterschaft, indem sie im Finale die Niederländer mit 3:1 besiegt.
- 2004: Die deutsche Fußballnationalmannschaft scheidet bei der EM in Portugal gegen Tschechien mit 1:2 aus. Einen Tag später tritt Teamchef Rudi Völler von seinem Amt zurück.
- 2007: Die Hamburg Sea Devils gewinnen den letzten World Bowl gegen Frankfurt Galaxy mit 37:28.

Logo der Europeada 2012

- 2012: Die Mannschaft der deutschsprachigen Volksgruppe aus Südtirol gewinnt das Finale der Europeada 2012, der Fußball-EM der sprachlichen autochthonen Minderheiten, in der Lausitz gegen die Mannschaft der Roma aus Ungarn mit 3:1.
- 2021: Neuseeland gewinnt das Finale der ersten ICC World Test Championship gegen Indien mit acht Wickets.

Einträge von Leichtathletik-Weltrekorden befinden sich unter der jeweiligen Disziplin unter Leichtathletik.
Einträge zu Fußballweltmeisterschaftsspielen finden sich in den Unterseiten von Fußball-Weltmeisterschaft. Das Gleiche gilt für Fußball-Europameisterschaften.

## Geboren

### Vor dem 18. Jahrhundert
- 1435: Franz II., Herzog der Bretagne

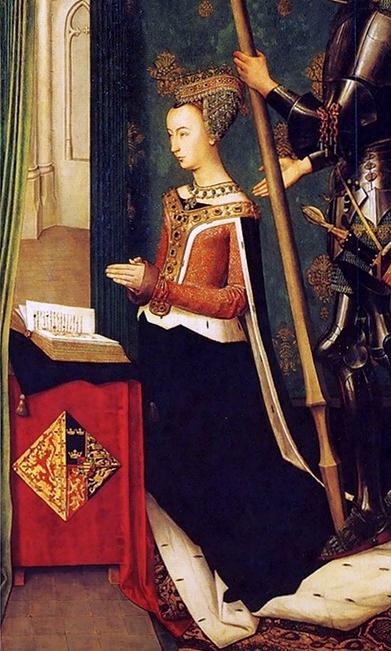
Margarethe von Dänemark (* 1456)

- 1456: Margarethe von Dänemark, Königin von Schottland
- 1470: Ambrosius von Viermund, hessischer Ritter
- 1489: Karl II., Herzog von Savoyen
- 1512: Johann Fichard, Frankfurter Jurist
- 1519: Johannes Goropius Becanus, niederländischer Arzt, Linguist und Humanist
- 1524: Johann Stössel, deutscher evangelischer Theologe und Reformator

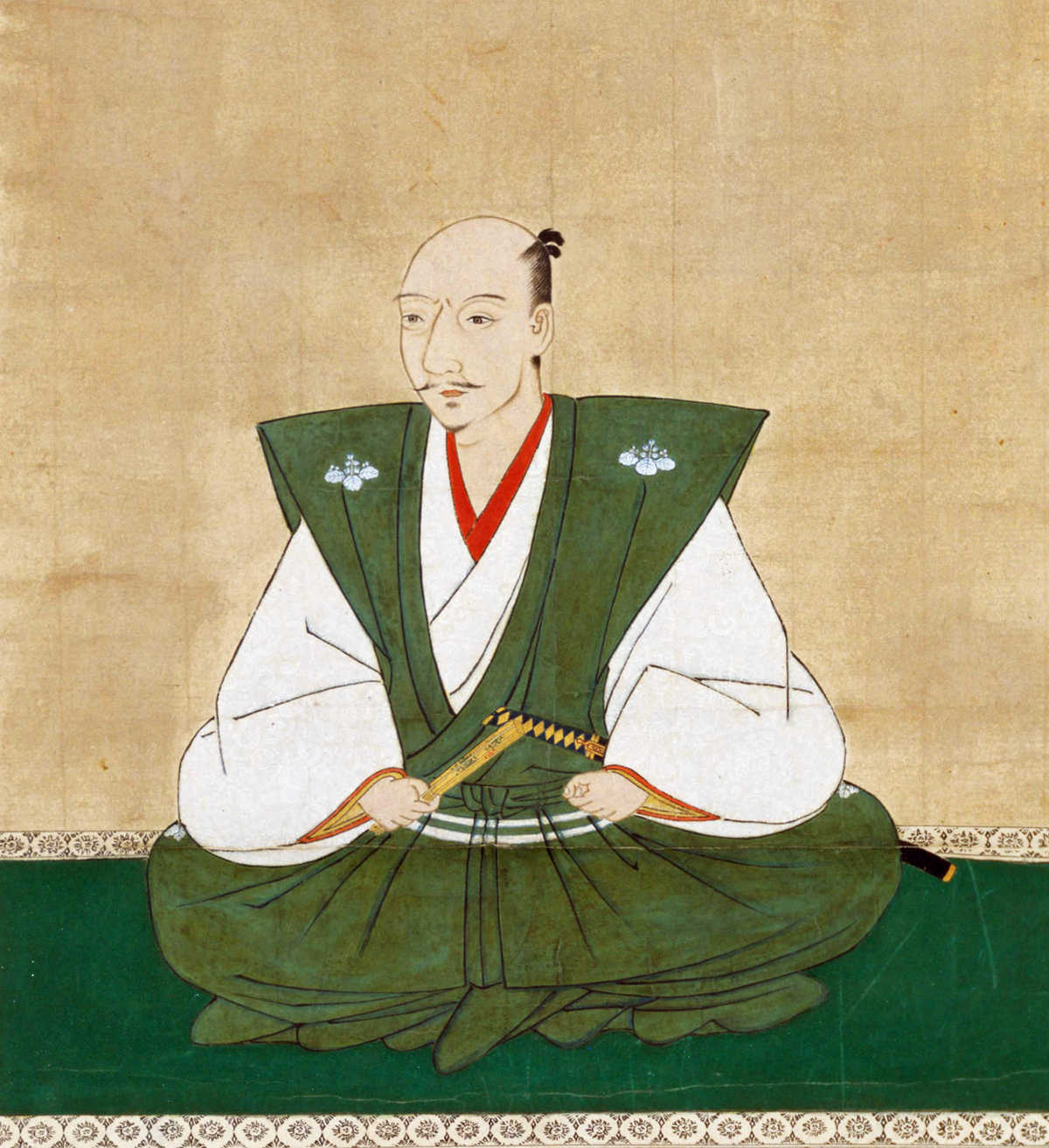
Oda Nobunaga (* 1534)

- 1534: Oda Nobunaga, japanischer Kriegsherr
- 1545: Johannes Dinckel, deutscher evangelischer Theologe
- 1578: Hans Christoph von Ebeleben, deutscher Jurist und Verwaltungsbeamter
- 1578: Johann Behm, deutscher lutherischer Theologe
- 1592: Tobias Michael, deutscher Komponist und Thomaskantor
- 1593: Elisabeth von Braunschweig-Wolfenbüttel, Herzogin von Sachsen-Altenburg
- 1601: Anna Maria von Ostfriesland, Herzogin zu Mecklenburg-Schwerin
- 1612: Justus Georg Schottelius, deutscher Sprachgelehrter
- 1620: Juan de Zurbarán, spanischer Maler
- 1634: Elisabeth von Hessen-Kassel, Äbtissin des Damenstifts Herford
- 1642: Johannes de Spina, deutscher Rechtswissenschaftler
- 1654: Gregor Anton Oginski, polnisch-litauischer Hetman und General-Gouverneur des Herzogtums Samogitien
- 1654: Sophia von Sachsen-Weißenfels, Fürstin von Anhalt-Zerbst
- 1668: Giambattista Vico, italienischer Philosoph
- 1675: Louis de Silvestre, französischer Maler, Oberhofmaler in Sachsen
- 1688: Johann Ludwig II., regierender Fürst von Anhalt-Zerbst

### 18. Jahrhundert
- 1701: Antonio Cristofori, italienischer Maler und Musiker

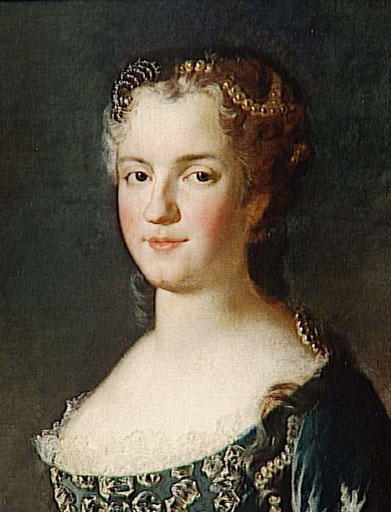
Maria Leszczyńska (* 1703)

- 1703: Maria Leszczyńska, Ehefrau des französischen Königs Ludwig XV.
- 1716: Hendrik Hooft, Bürgermeister von Amsterdam
- 1718: Emmanuel von Croÿ, Reichsfürst und französischer Heerführer
- 1726: Ludovico Manin, letzter Doge von Venedig
- 1742: Andrei Petrowitsch Schuwalow, russischer Politiker, Staatsbankdirektor und Schriftsteller
- 1743: Jekaterina Petrowna Schuwalowa, russische Adlige und Hofdame
- 1745: James Graham, englischer Arzt, Quacksalber und religiöser Pamphletist
- 1747: Johann Christian Wagner, deutscher Jurist
- 1750: Déodat de Dolomieu, französischer Geologe und Mineraloge
- 1758: Anna Elisabeth Schönemann, Frankfurter Bankierstochter, Goethes Verlobte Lili
- 1763: Justus Arnemann, deutscher Medizinprofessor und Chirurg
- 1763: Joséphine de Beauharnais, Kaiserin der Franzosen
- 1771: Hermann von Boyen, preußischer Generalfeldmarschall
- 1775: Louis Malus, französischer Ingenieur und Physiker
- 1776: Karl August Ulrich, preußischer Domänenpächter
- 1779: Johann Baptist Schiedermayr, deutscher Komponist und Kirchenmusiker
- 1788: Friedrich Schamberger, deutscher Jurist
- 1800: Charlotte Birch-Pfeiffer, deutsche Schauspielerin und Schriftstellerin

### 19. Jahrhundert

#### 1801–1850
- 1802: Michael Oestreich, deutscher Orgelbauer

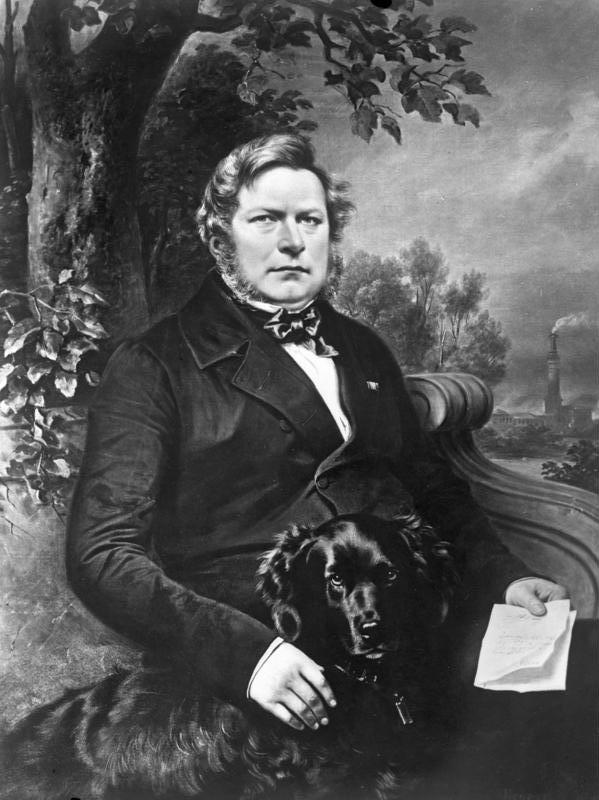
August Borsig (* 1804)

- 1804: August Borsig, deutscher Unternehmer und Gründer der Borsig-Werke
- 1805: Friedrich Drake, deutscher Bildhauer und Architekt
- 1807: Christian Märklin, deutscher Theologe und Pädagoge

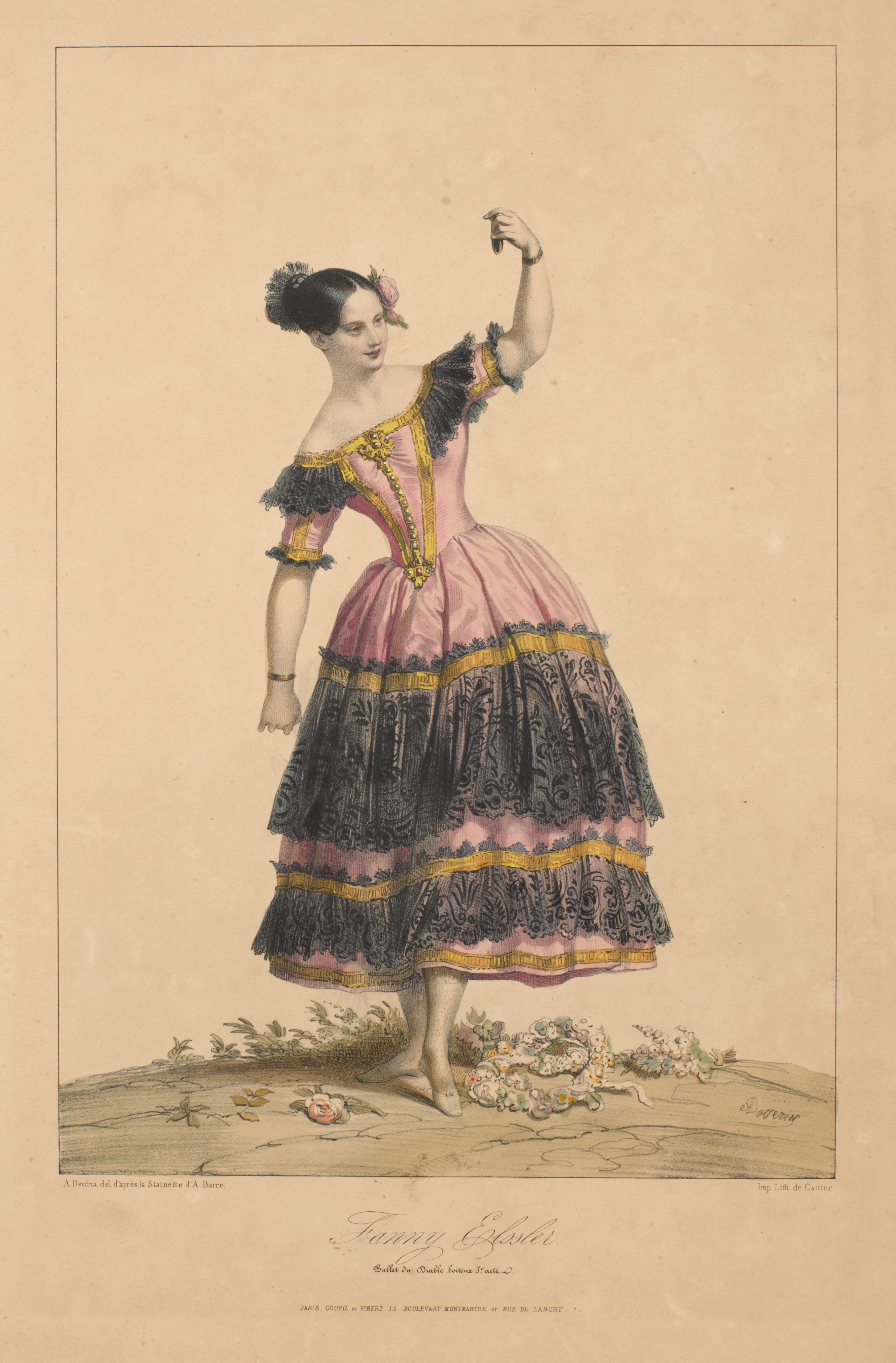
Fanny Elßler (* 1810)

- 1810: Fanny Elßler, österreichische Balletttänzerin
- 1815: Johann Friedrich Budde, deutscher Jurist und Hochschullehrer
- 1815: Robert Milligan McLane, US-amerikanischer Politiker
- 1817: Louis Brisson, französischer katholischer Priester, Gründer zweier Kongregationen
- 1817: Heinrich Schacht, deutscher Schriftsteller und Arbeiterdichter
- 1820: Friedrich Herman Semmig, deutscher Schriftsteller und Philosoph
- 1824: Lucien Anderson, US-amerikanischer Politiker
- 1824: Zacharias Dase, deutscher Mathematiker
- 1824: Carl Reinecke, deutscher Komponist und Pianist
- 1828: Johannes Schilling, deutscher Bildhauer
- 1831: Marie Wille, deutsche Stifterin
- 1832: Gustav Jäger, deutscher Zoologe und Mediziner
- 1835: Helena Guerra, italienische Ordensgründerin
- 1836ː Klara Bauer, deutsche Autorin
- 1835: Marie Schmalenbach, deutsche Autorin
- 1837: Ernst Friedel, deutscher Kommunalpolitiker, Geschichts- und Heimatforscher
- 1837: Ernest Guiraud, französischer Komponist
- 1840: Hermann Wagner, deutscher Geograph
- 1843: John Gregory Bourke, US-amerikanischer Ethnologe
- 1843: Paul Heinrich von Groth, deutscher Mineraloge
- 1843: Carl Ernst Otto Kuntze, deutscher Botaniker

#### 1851–1900
- 1852: Raoul Pugno, französischer Pianist, Organist, Komponist und Musikpädagoge
- 1854: Leonhard Atzberger, deutscher Geistlicher und Dogmatiker
- 1867: Robert Sterl, deutscher Maler

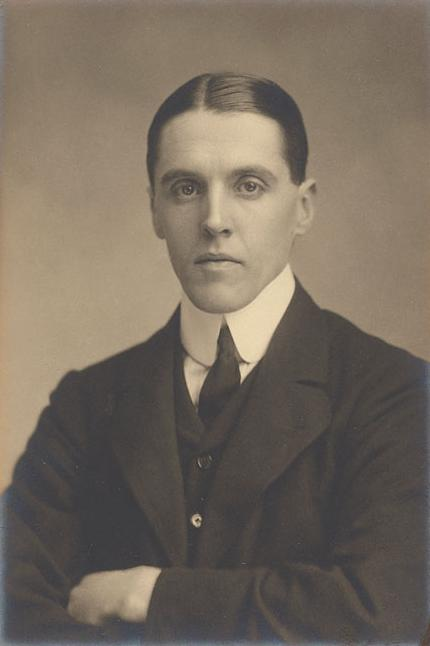
Frederick Edwin Smith (* 1872)

- 1872: Frederick Edwin Smith, 1. Earl of Birkenhead, britischer Politiker
- 1874: Anna Enders-Dix, deutsche Schriftstellerin
- 1875: Norman Pritchard, indischer Leichtathlet und Schauspieler
- 1875: Jakob Tiedtke, deutscher Schauspieler
- 1876ː Maria Pereira, österreichische Schriftstellerin
- 1877: Anton Apold, österreichischer Hütteningenieur
- 1880: Hugo Auvera, deutscher Unternehmer
- 1883: Peter Öhler, deutscher Ringer
- 1884: Werner Krauß, deutscher Schauspieler
- 1886: Jean Déré, französischer Komponist und Musikpädagoge
- 1887: Paul Altheer, Schweizer Schriftsteller
- 1887: Hans Hauswirth, österreichischer Offizier der k.u.k. Armee und Pionier der österreichischen Luftfahrt
- 1887: Ernst Rowohlt, deutscher Verleger
- 1888: Paul Hertz, deutscher Politiker

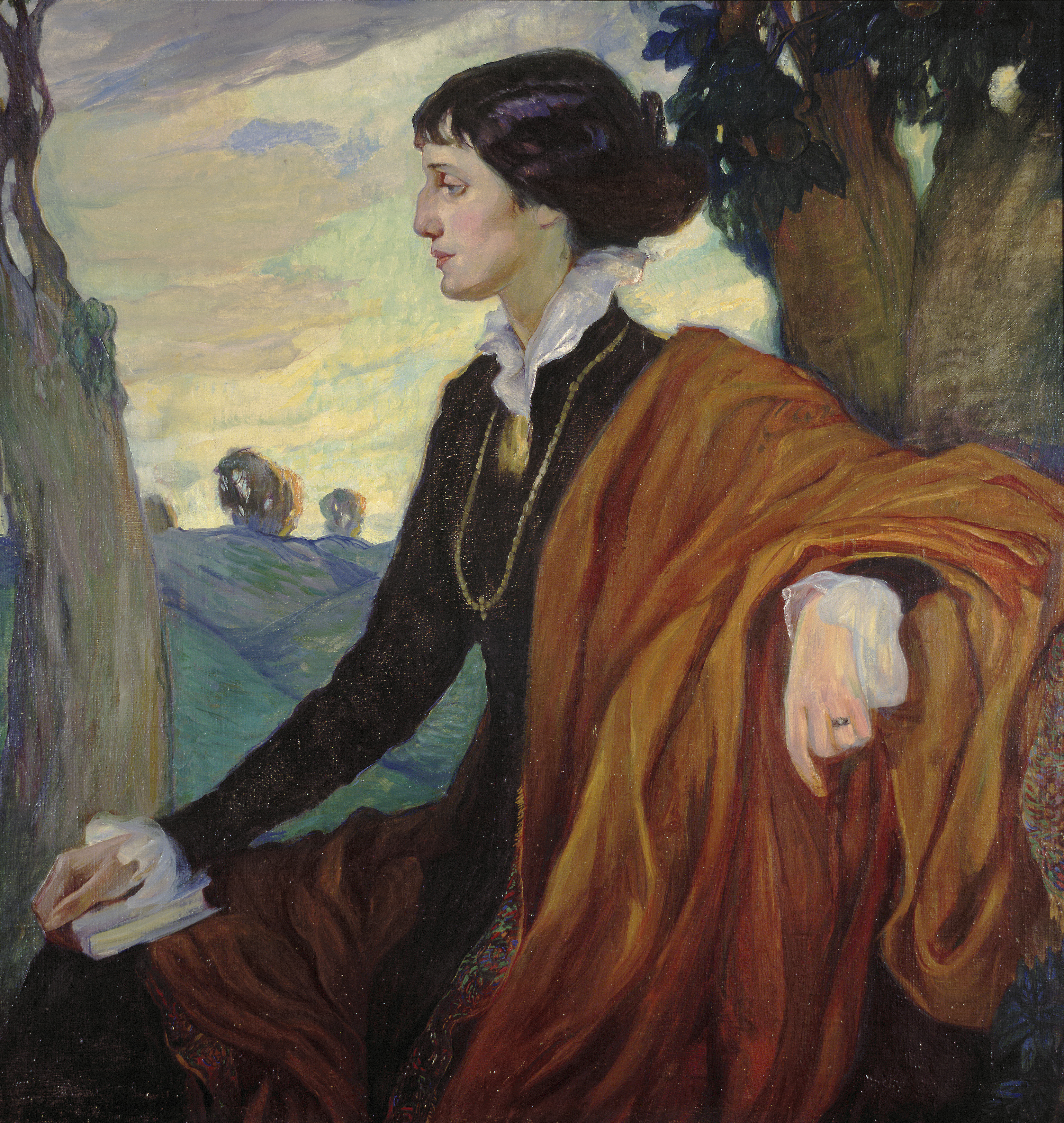
Anna Andrejewna Achmatowa (* 1889)

- 1889: Anna Andrejewna Achmatowa, russische Dichterin
- 1889: René Léonard, französischer Automobilrennfahrer
- 1889: Leonore Schwarz-Neumaier, österreichische Opernsängerin (Alt), Holocaustopfer
- 1891: Heinrich XXXIX., Paragiatsherr von Reuß-Köstritz
- 1892: John F. Seitz, US-amerikanischer Kameramann
- 1893: Ernst Theodor Eichelbaum, deutscher Politiker, MdB
- 1893: Erna Feld, deutsche Rezitatorin, Hörfunkautorin und Schauspielerin, Opfer der Shoa
- 1894: Salomon Adler-Rudel, israelischer Sozialpolitiker

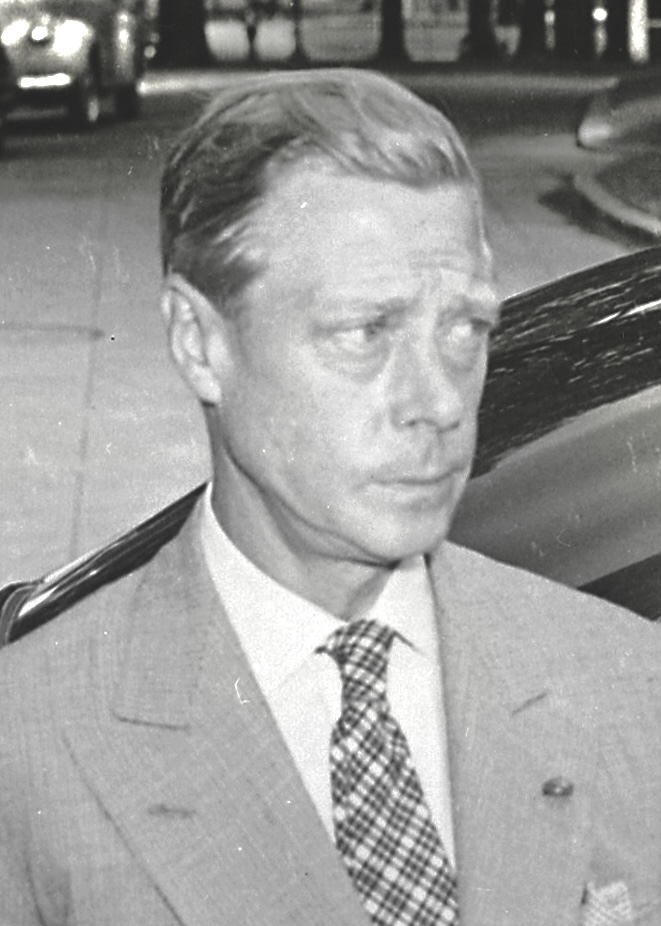
Eduard VIII. (* 1894)

- 1894: Eduard VIII., britischer König
- 1894: Alfred Charles Kinsey, US-amerikanischer Sexualforscher
- 1895: Felix Maria Ghebre Amlak, äthiopischer Priester
- 1895: Joseph Vogt, deutscher Althistoriker

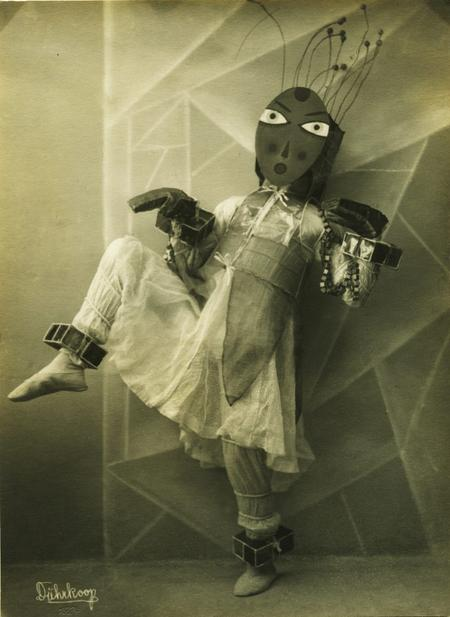
Lavinia Schulz (* 1896)

- 1896: Lavinia Schulz, deutsche expressionistische Schauspielerin und Maskentänzerin
- 1897: Tewfik Abdullah, ägyptischer Fußballspieler
- 1897: Wilhelm Henke, deutscher Pfarrer, Theologe und Landesbischof in Schaumburg-Lippe
- 1897: Terig Tucci, argentinischer Komponist und Violinist, Pianist und Mandolinist
- 1897: Winifred Wagner, deutsche Leiterin der Bayreuther Festspiel
- 1899: Jean Fourquet, französischer Germanist
- 1899: Selma Grünewald, Opfer der Shoa
- 1899: Gerhard Graf von Schwerin, deutscher Soldat
- 1899: Alexander Moissejewitsch Weprik, ukrainisch-russischer Komponist
- 1899: Franz Ziegler, deutscher Politiker, MdB

### 20. Jahrhundert

#### 1901–1925
- 1901: Paul Verhoeven, deutscher Schauspieler
- 1903: Hans Christian Branner, dänischer Schriftsteller
- 1904: Placido Acevedo, puerto-ricanischer Trompeter, Orchesterleiter und Komponist
- 1904: George William Ahr, US-amerikanischer Bischof
- 1905: Paul Desmarteaux, kanadischer Schauspieler
- 1906: Fritz Bauer, deutscher Steuermann im Rudersport
- 1906: Wolfgang Koeppen, deutscher Schriftsteller
- 1906: Albert Lieven, deutscher Schauspieler
- 1906: Rolf Singer, deutscher Mykologe
- 1907: Ángel Arocha, spanischer Fußballspieler
- 1907: James Edward Meade, britischer Wirtschaftswissenschaftler, Nobelpreisträger
- 1907: Victor Serventi, französischer Komponist
- 1908: Jammal-ud-Din Affendi, afghanischer Hockeyspieler

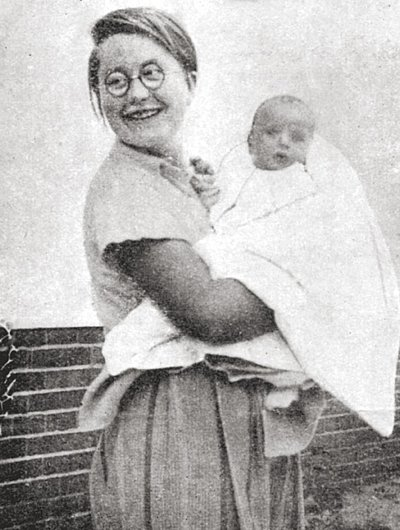
Liselotte Herrmann (* 1909)

- 1909: Liselotte Herrmann, deutsche Widerstandskämpferin
- 1909: Dietrich von Ploetz, deutscher Jurist und Kommunalpolitiker
- 1909: Karl bzw. Kerstin Thieme, deutsche Komponistin, Musikpädagogin und Musikpublizistin

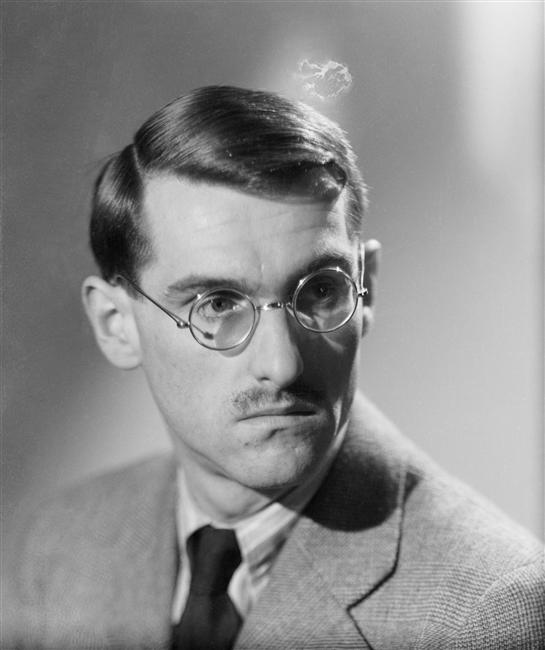
Jean Anouilh (* 1910)

- 1910: Jean Anouilh, französischer Dramatiker
- 1910: Annemarie Böll, deutsche Übersetzerin
- 1910: Milton Hinton, US-amerikanischer Jazzmusiker
- 1911: Nikolai Dmitrijewitsch Kusnezow, sowjetischer Triebwerkskonstrukteur
- 1911: David Ogilvy, englischer Werbetexter
- 1912: Alan Turing, britischer Mathematiker und Kryptoanalytiker
- 1913: Anna Furrer, Schweizer Supercentenarian
- 1913: Helen Humes, US-amerikanische Jazz- und Bluessängerin
- 1914: Walter Höchenberger, deutscher Fußballspieler
- 1915: Philip William Anderson, US-amerikanischer Filmeditor
- 1915: Anna Semjonowna Andrejewa, sowjetische Kugelstoßerin
- 1915: Dennis Price, britischer Schauspieler
- 1916: Ernst Willimowski, deutsch-polnischer Fußballspieler
- 1916: Siegfried Wünsche, deutscher Motorradrennfahrer
- 1918: Josef Friedrich Remberg, deutscher General
- 1919: Gerda Gmelin, deutsche Theaterschauspielerin
- 1919: Hermann Gmeiner, österreichischer Gründer der SOS-Kinderdörfer
- 1920: Gerry Wolff, deutscher Schauspieler
- 1921: Josefine Kohl, deutsche Leichtathletin
- 1923: Anna Chennault, chinesisch-amerikanische Redakteurin und Autorin
- 1923: George Russell, US-amerikanischer Jazzmusiker
- 1923: Heinrich Severloh, deutscher Soldat
- 1924: Arno Stern, in Deutschland geborener Pädagoge und Forscher
- 1925: Manfred Fuhrmann, deutscher Philologe
- 1925ː Miriam Karlin, britische Schauspielerin
- 1925: Sahib Shihab, US-amerikanischer Jazzmusiker

#### 1926–1950
- 1926: Arnaldo Pomodoro, italienischer Bildhauer und Architekt
- 1926: Otto-Werner Mueller, US-amerikanischer Dirigent und Musikpädagoge
- 1927: Bob Fosse, US-amerikanischer Choreograph und Regisseur
- 1927: Herbert MacKay-Fraser, US-amerikanischer Automobilrennfahrer
- 1927: Utz Richter, deutscher Schauspieler

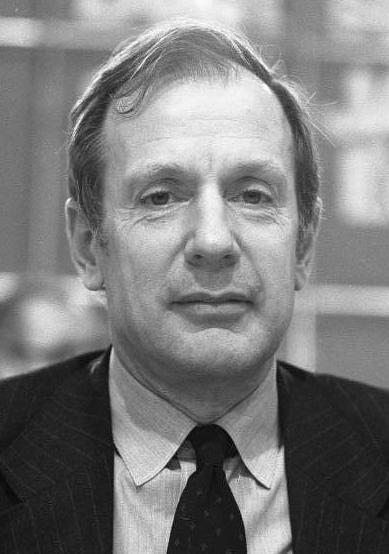
Klaus von Dohnanyi (* 1928)

- 1928: Klaus von Dohnanyi, deutscher Jurist und Politiker, MdB, MdL, MdHB, Bundesminister, Erster Bürgermeister von Hamburg
- 1929: Claude Goretta, Schweizer Filmregisseur und Fernsehproduzent
- 1929: Henri Pousseur, belgischer Musikpädagoge und Komponist

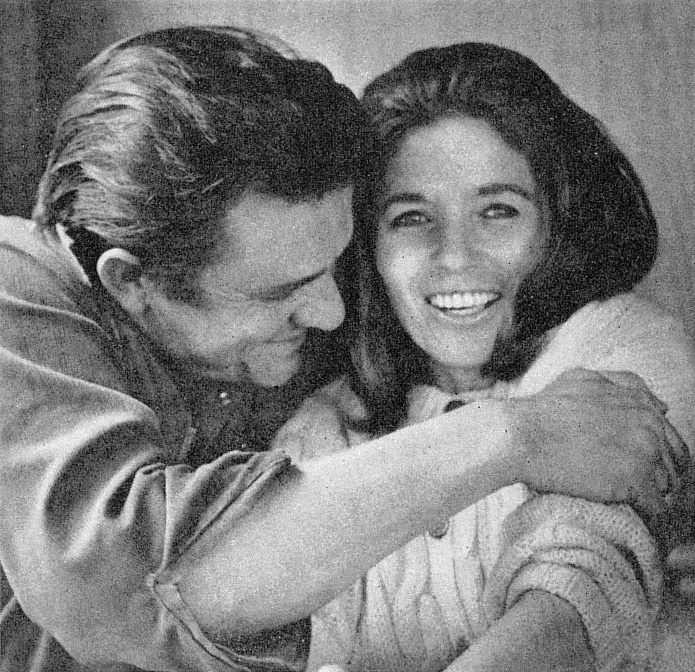
June Carter Cash (* 1929)

- 1929: June Carter Cash, US-amerikanische Songschreiberin und Sängerin
- 1929: Bart Carlier, niederländischer Fußballspieler
- 1929: Mario Ghella, italienischer Radrennfahrer
- 1930: Maria Körber, deutsche Schauspielerin
- 1930: Juan Alberto Peña Lebrón, dominikanischer Lyriker und Jurist
- 1930: Dieter Maier, deutscher Fußballspieler
- 1931: Urs Jaeggi, Schweizer Soziologe, Schriftsteller, Maler und Bildhauer
- 1931: Ola Ullsten, schwedischer Politiker und Diplomat, Premierminister
- 1933: Michelangelo Pistoletto, italienischer Künstler
- 1933: Hans-Joachim Scheel, deutscher Motorradrennfahrer und Arzt
- 1934: Ingrid Kötter, deutsche Kinder- und Jugendbuchautorin
- 1935: József Sári, ungarischer Komponist
- 1936: Konstantinos Simitis, griechischer Politiker, Ministerpräsident
- 1936: Richard Bach, US-amerikanischer Schriftsteller
- 1936: Paolo Barison, italienischer Fußballspieler und -trainer
- 1936: Richard Johnstone, neuseeländischer Radrennfahrer
- 1936: Günter Steckkönig, deutscher Automobilrennfahrer

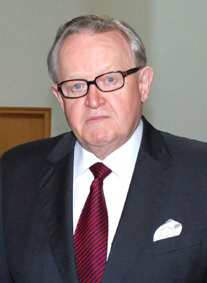
Martti Ahtisaari (* 1937)

- 1937: Martti Ahtisaari, finnischer Diplomat und Politiker, Staatspräsident, Friedensnobelpreisträger
- 1939: Manfred Funke, deutscher Politikwissenschaftler und Zeithistoriker
- 1940: Adam Faith, britischer Sänger

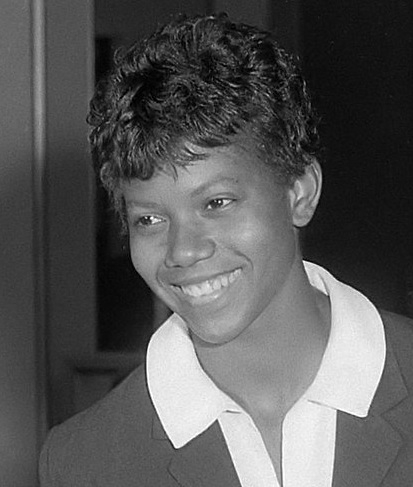
Wilma Rudolph (* 1940)

- 1940: Wilma Rudolph, afroamerikanische Leichtathletin und Ausnahmesportlerin
- 1940: Stuart Sutcliffe, britischer Maler und Musiker (The Beatles)
- 1941: Rashika El Ridi, ägyptische Immunologin
- 1941: Josef Minsch, Schweizer Skirennfahrer
- 1941: Charles Joseph Whitman, US-amerikanischer Architekturstudent, Amokläufer
- 1941: Leo Witoszynskyj, österreichischer Gitarrist und Universitätsprofessor
- 1942: Dieter Antoni, österreichischer Beamter und Politiker, Abgeordneter zum Nationalrat
- 1942: Hannes Wader, deutscher Liedermacher

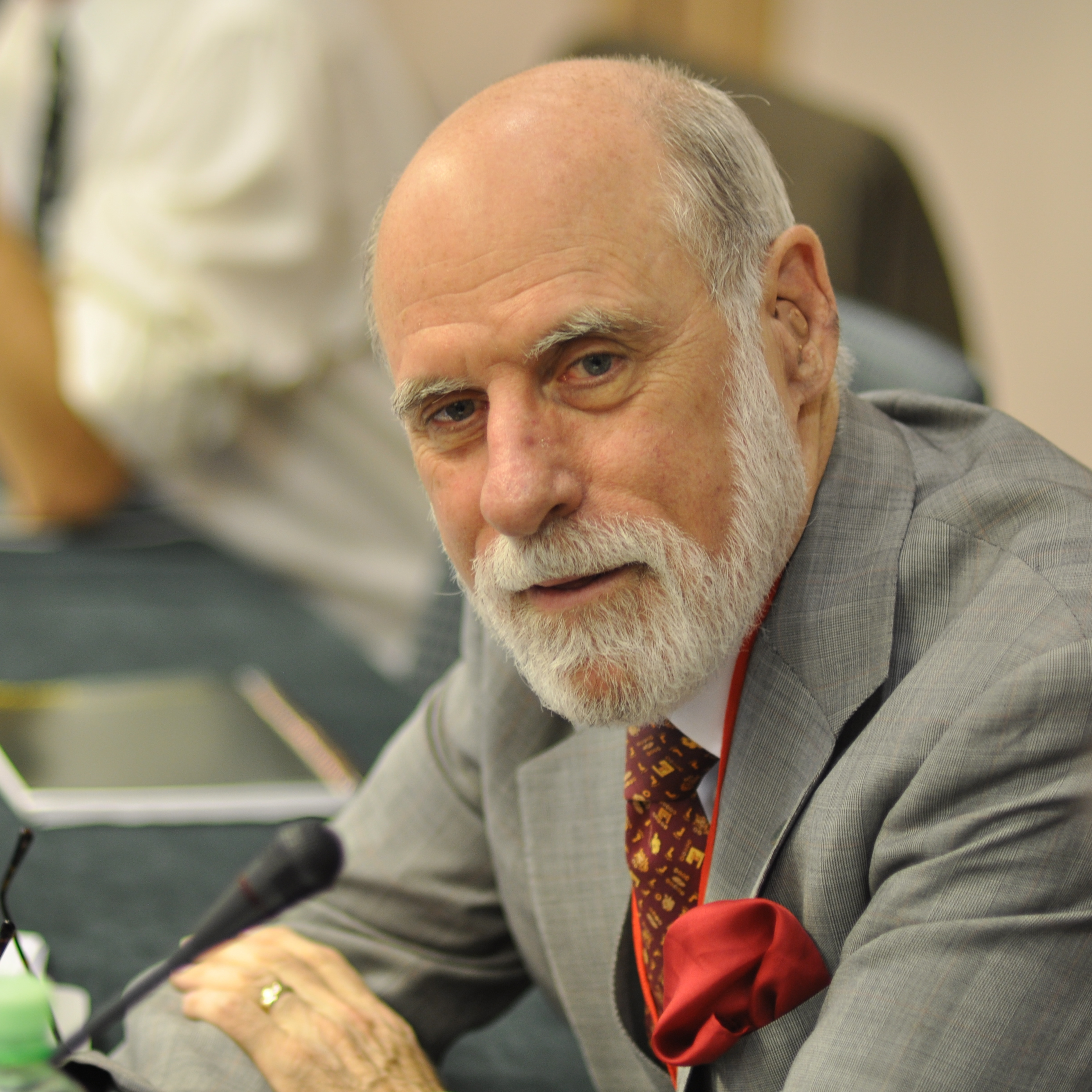
Vinton G. Cerf (* 1943)

- 1943: Vinton G. Cerf, US-amerikanischer Mathematiker und Informatiker
- 1943: James Levine, US-amerikanischer Dirigent
- 1943: Csilla Madarász-Dobay, ungarische Schwimmerin
- 1944: Peter Bieri, Schweizer Schriftsteller und Philosoph
- 1944: Hildebrecht Braun, deutscher Politiker
- 1944: Monika Woytowicz, deutsche Schauspielerin
- 1945: John Garang, südsudanesischer Rebellenführer und Politiker
- 1946: Dagmar Biener, deutsche Schauspielerin
- 1946: Franziska Wiethold, deutsche Gewerkschafterin, Vorstandsmitglied von Ver.di
- 1947: Bryan Brown, australischer Schauspieler
- 1948: Gerold Bührer, Schweizer Politiker

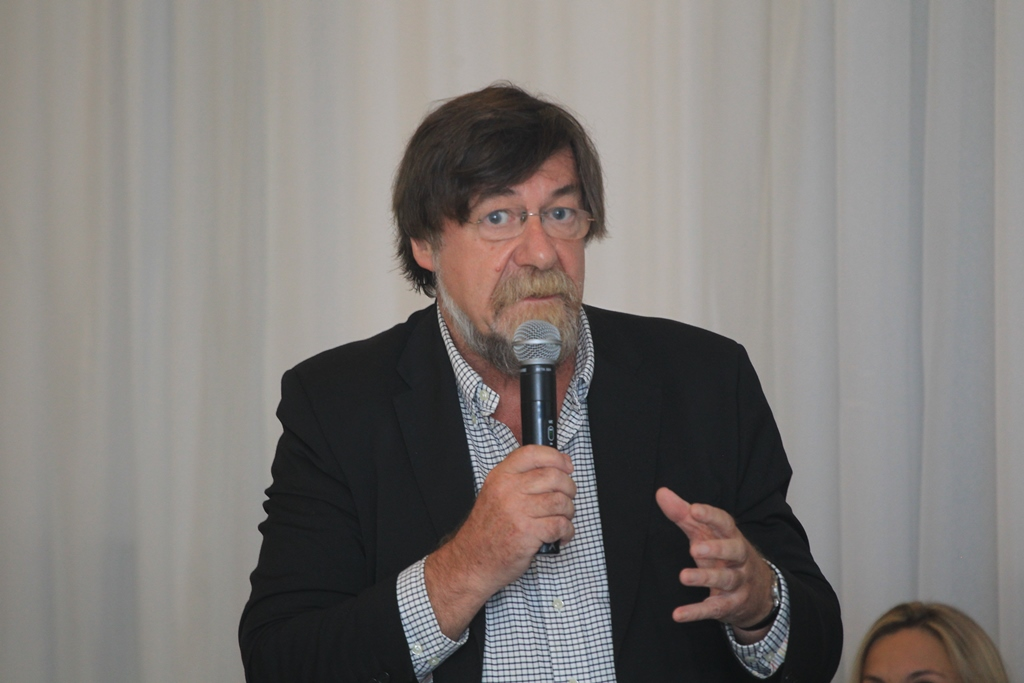
Nigel Osborne (* 1948)

- 1948: Nigel Osborne, englischer Komponist
- 1949: Monika Hutter, Schweizer Politikerin, Regierungsrätin von Zug, Attentatsopfer
- 1949: Midori Ishii, japanische Politikerin
- 1950: Dave Butz, US-amerikanischer American-Football-Spieler
- 1950: Dieter Kley, deutscher Jurist
- 1950: Orani João Tempesta, brasilianischer Kardinal und Erzbischof von Rio de Janeiro

#### 1951–1975
- 1951: Norbert Carius, deutscher Journalist

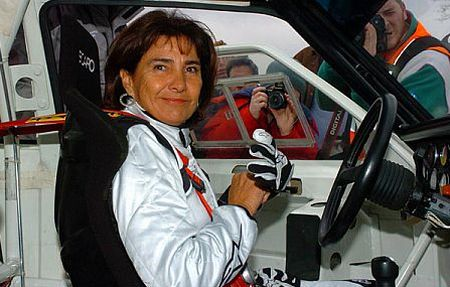
Michèle Mouton (* 1951)

- 1951: Michèle Mouton, französische Rallyefahrerin
- 1952: Rita Maiburg, deutsche Pilotin, erster weiblicher Linienflugkapitän der Welt
- 1952: Jürgen Schmieder, deutscher Politiker, Abgeordneter der Volkskammer, MdB

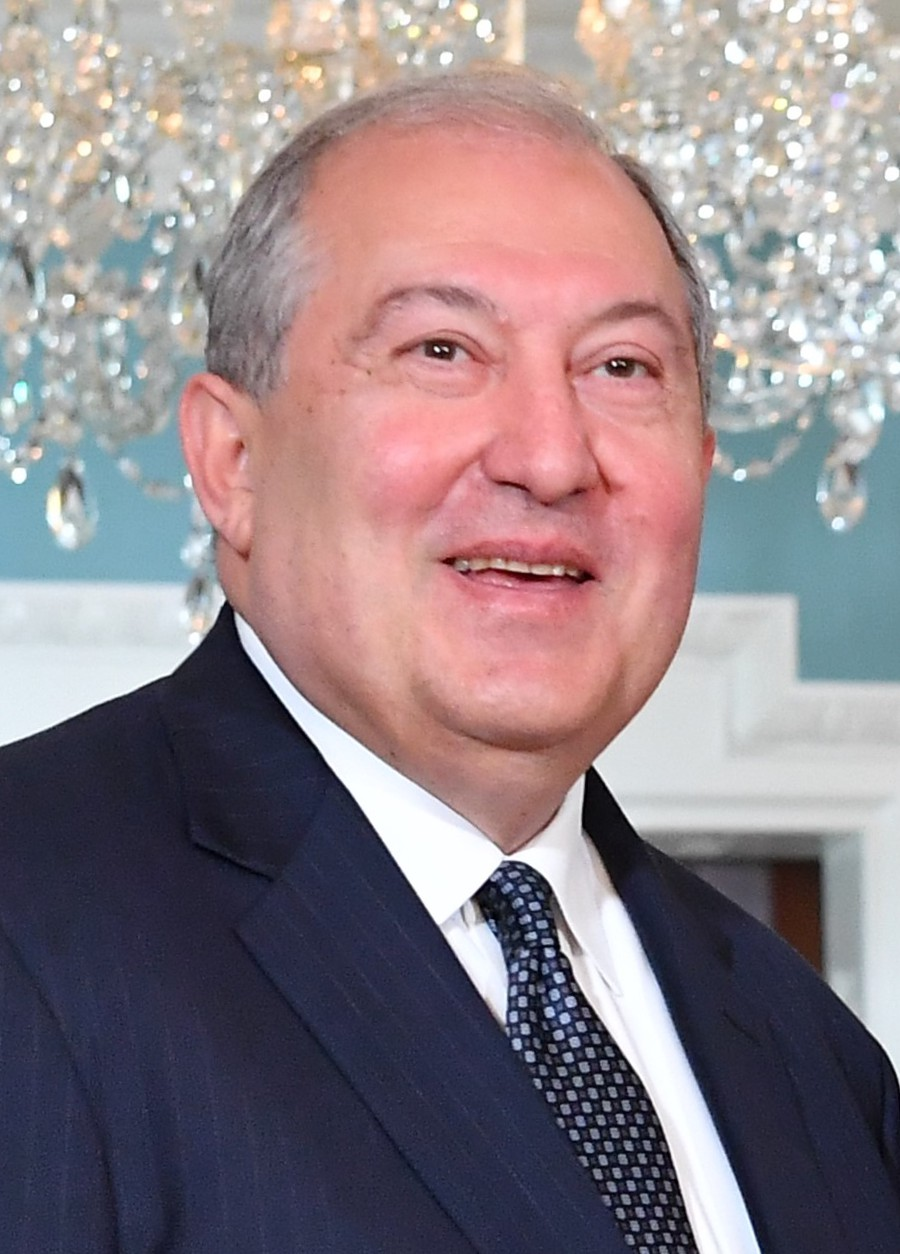
Armen Sarkissjan (* 1953)

- 1953: Armen Sarkissjan, armenischer Physiker und Informatiker, Unternehmer und Diplomat
- 1953: Elke Velten-Tönnies, deutsche Juwelierin und Galeristin
- 1954ː Carme Pinós, international anerkannte spanische Architektin, Stadtplanerin und Hochschullehrerin
- 1955: Glenn Danzig, US-amerikanischer Rockmusiker
- 1955: Markus Fuchs, Schweizer Springreiter
- 1955: Stojan Ganew, bulgarischer Politiker, Außenminister
- 1956: Esther Gemsch, Schweizer Schauspielerin
- 1957: Charly In-Albon, Schweizer Fußballspieler
- 1957: Frances McDormand, US-amerikanische Schauspielerin
- 1957: Yale Strom, US-amerikanischer Filmemacher, Musiker, Komponist, Schriftsteller und Fotograf
- 1959: Karin Kortmann, deutsche Politikerin, MdB, Parlamentarische Staatssekretärin
- 1959: Michel Trollé, französischer Automobilrennfahrer
- 1961: Andrea Borella, italienischer Fechter, Olympiasieger
- 1961: David Leavitt, US-amerikanischer Schriftsteller
- 1962: Jan Freiheit, deutscher Barockcellist und Gambist
- 1962: Ralf Günther, deutscher Fernsehproduzent
- 1963: Iris Andraschek-Holzer, österreichische Künstlerin
- 1964: Joachim von Amsberg, deutscher Ökonom und Banker
- 1964: Igor Bauersima, Schweizer Autor, Regisseur, Architekt und Bühnenbildner
- 1964: Jürgen Bauhus, deutscher Forstwissenschaftler und Hochschullehrer
- 1964: Nikolaus Bernau, deutscher Kunstwissenschaftler, Architekturkritiker, Journalist und Sachbuchautor
- 1964: Matthias Bohlender, deutscher Politikwissenschaftler
- 1964: Randoald Dessarzin, Schweizer Basketballtrainer
- 1964: Claude Franclet, französischer Bogenschütze
- 1964: Gilberto Giardini, italienisch-polnischer bildender Künstler
- 1964: Tara Morice, australische Schauspielerin, Sängerin und Tänzerin
- 1964: Joss Whedon, US-amerikanischer Regisseur, Produzent und Drehbuchautor
- 1964: Heinrich Wimmer, deutscher Organist
- 1965: Manuel Andrack, deutscher Redakteur, Moderator und Autor
- 1965: Michael Twittmann, deutscher Ruderer
- 1966: Anka Baier, deutsche Schauspielerin
- 1966: Oliver-Sven Buder, deutscher Leichtathlet
- 1967: Boris Aljinovic, deutsch-kroatischer Schauspieler
- 1968: Tiken Jah Fakoly, westafrikanischer Reggaemusiker
- 1969: Achinoam Nini, israelische Sängerin
- 1969: Fernanda Ribeiro, portugiesische Leichtathletin, Olympiasiegerin
- 1970: Christoph Birghan, deutscher Patentanwalt und Politiker
- 1970: Cornelia von Kerssenbrock, deutsche Dirigentin und Kirchenmusikerin
- 1970: Mark ’Oh, deutscher Musikproduzent und DJ
- 1970: Yann Tiersen, französischer Komponist und Musiker

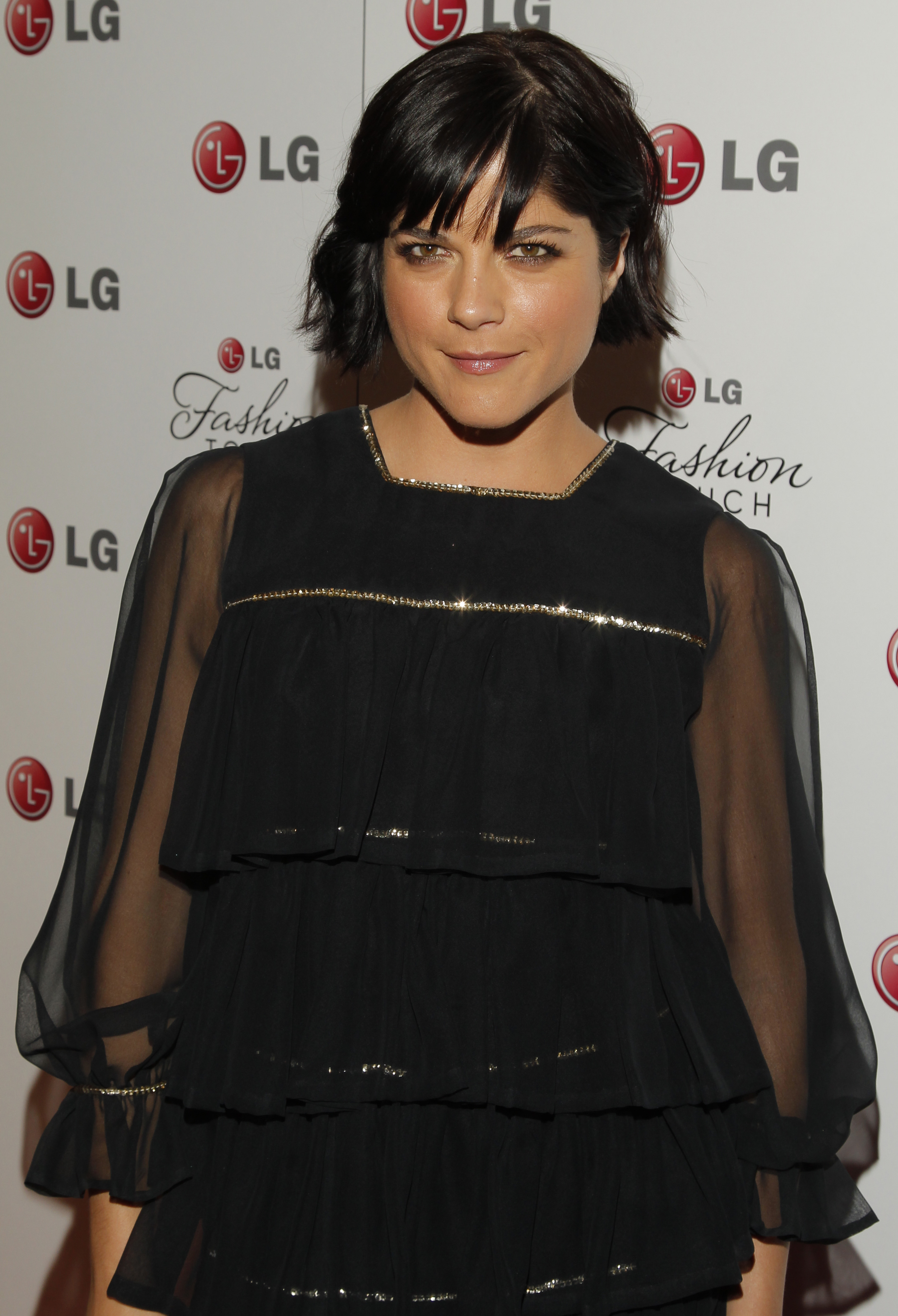
Selma Blair (* 1972)

- 1972: Selma Blair, US-amerikanische Schauspielerin
- 1972: Monika Meyer, deutsche Fußballspielerin
- 1972: Zinédine Zidane, französischer Fußballspieler
- 1974: Karin Ertl, deutsche Leichtathletin
- 1975: Bamberdele Adebola, nigerianischer Fußballspieler
- 1975: DJ Antoine, Schweizer House-DJ, Produzent und Labelchef
- 1975: Lotte Kiærskou, dänische Handballspielerin
- 1975: Maciej Stuhr, polnischer Schauspieler
- 1975: KT Tunstall, britische Sängerin
- 1975: Mona Vetsch, Schweizer Fernseh- und Hörfunkmoderatorin
- 1975: Sibusiso Zuma, südafrikanischer Fußballspieler

#### 1976–2000
- 1976: Paola Suárez, argentinische Tennisspielerin

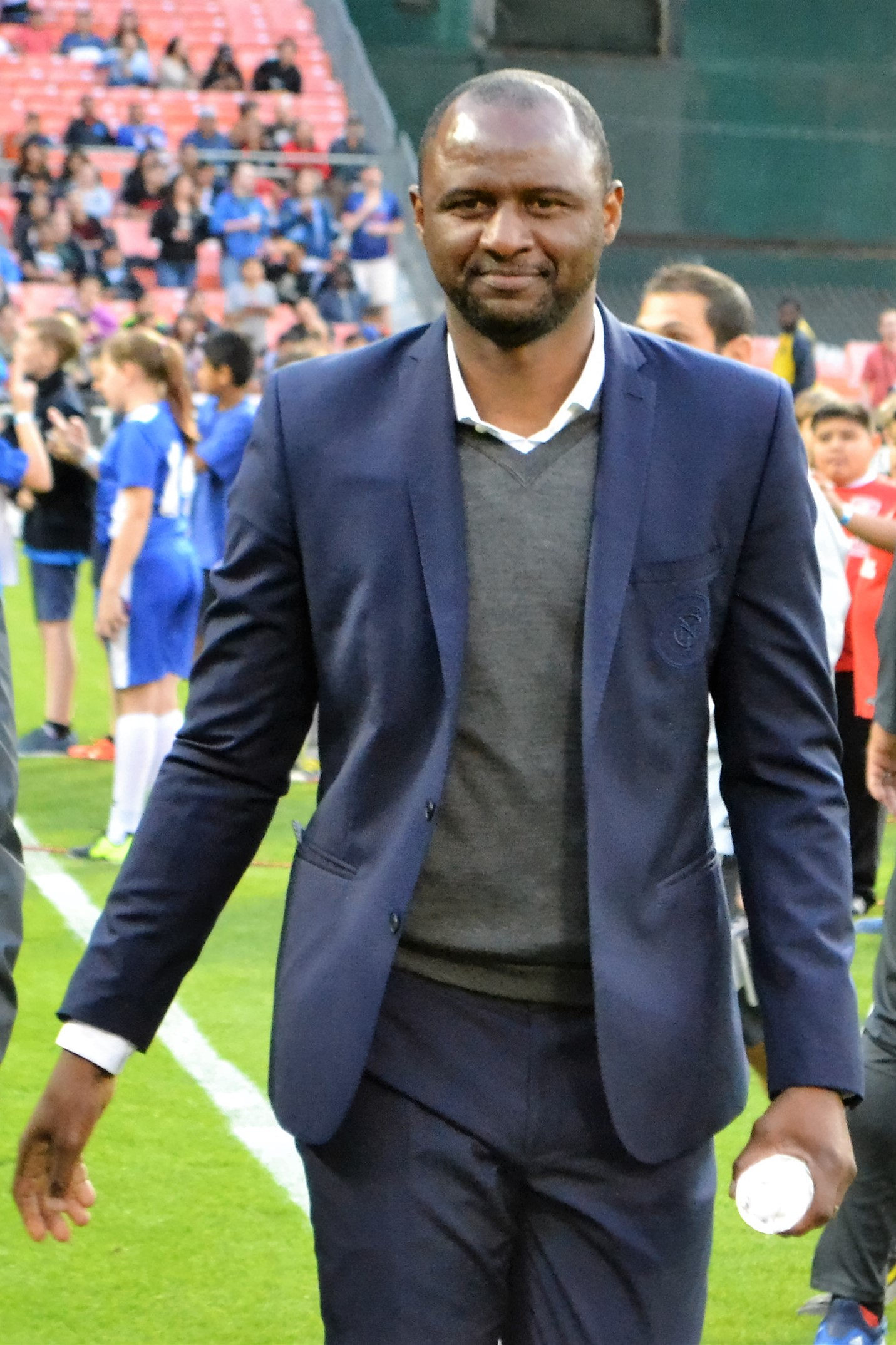
Patrick Vieira (* 1976)

- 1976: Patrick Vieira, französischer Fußballspieler
- 1976: Emmanuelle Vaugier, kanadische Schauspielerin
- 1976: Wolff-Christoph Fuss, deutscher Fußballkommentator und Sportjournalist
- 1977: Miguel Ángel Angulo, spanischer Fußballspieler
- 1977: Hayden Foxe, australischer Fußballspieler
- 1977: Jason Mraz, US-amerikanischer Singer-Songwriter
- 1978: Nicole Berchtold, Schweizer Radio- und Fernsehjournalistin und Moderatorin
- 1979: Luise Bähr, deutsche Schauspielerin
- 1979: LaDainian Tomlinson, US-amerikanischer American-Football-Spieler
- 1980: David Emil Andersen, australischer Basketballspieler

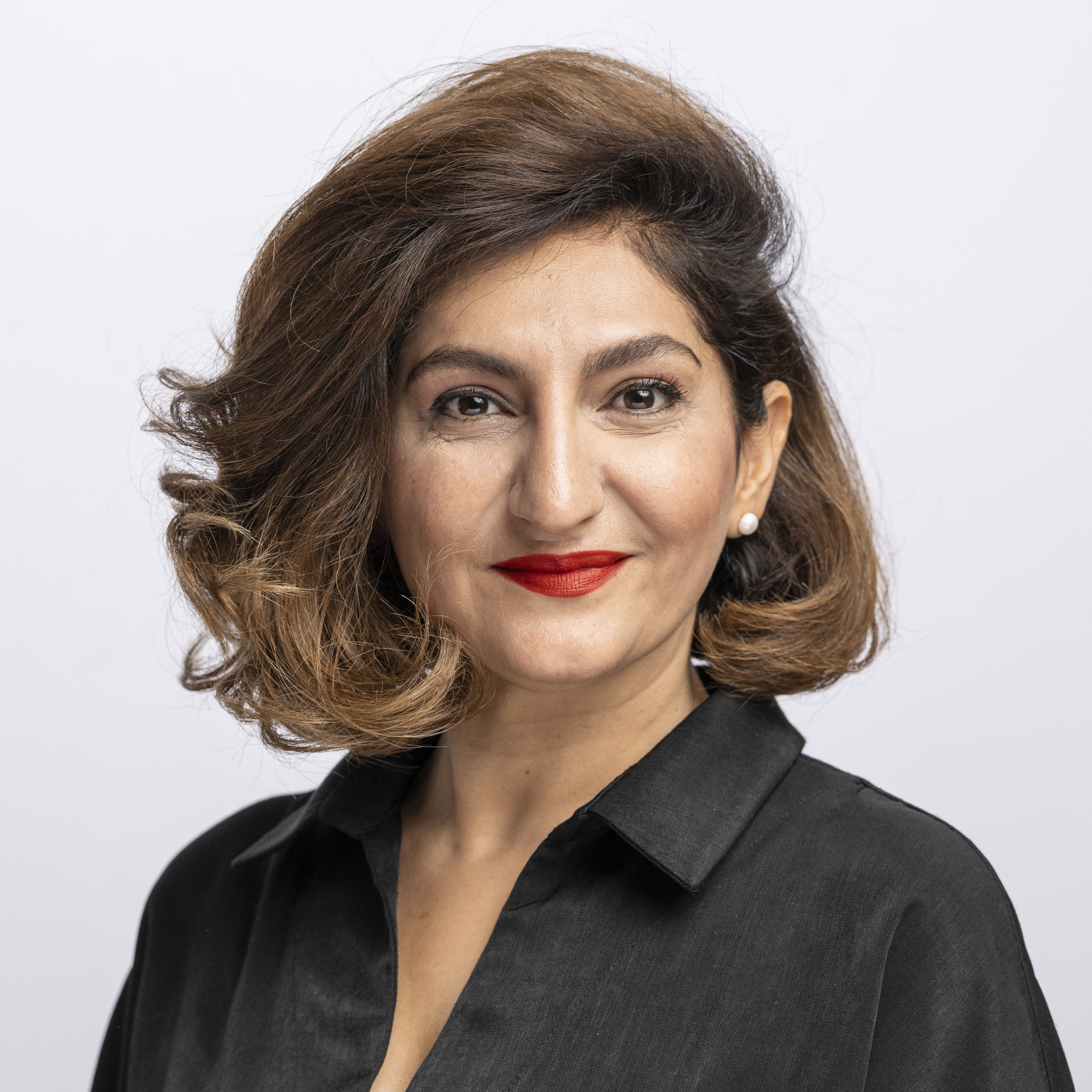
Sibel Arslan (* 1980)

- 1980: Sibel Arslan, schweizerische Juristin und Politikerin
- 1980: Stefan Belz, deutscher Kommunalpolitiker
- 1980: Melissa Rauch, US-amerikanische Schauspielerin
- 1980: Dustin Semmelrogge, deutscher Schauspieler
- 1981: Walter Lechner junior, österreichischer Automobilrennfahrer
- 1981: Jana Pareigis, deutsche Journalistin und Fernsehmoderatorin
- 1982: Bart Aernouts, belgischer Cyclocrossfahrer
- 1982: Anja Milenkovič, slowenische Fußballspielerin
- 1983: Kari Arkivuo, finnischer Fußballspieler

- 1984: Duffy, britische Sängerin

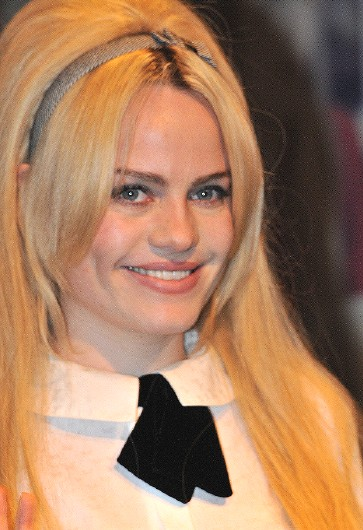
Duffy (* 1984)

- 1984: Oqgul Omonmurodova, usbekische Tennisspielerin
- 1984: Julien Humbert, französischer Fußballspieler
- 1984: Verena Stuffer, italienische Skirennläuferin
- 1985: Claire Breton, französische Biathletin
- 1986: Charlie Hollings, britischer Automobilrennfahrer
- 1986: Mariano, brasilianischer Fußballspieler
- 1987: Pavel Čiháček, tschechischer Skibobfahrer
- 1987: Alessia Filippi, italienische Schwimmerin
- 1987: Iván Marcano, spanischer Fußballspieler
- 1988: Sebastian Gevert, chilenischer Volleyballspieler

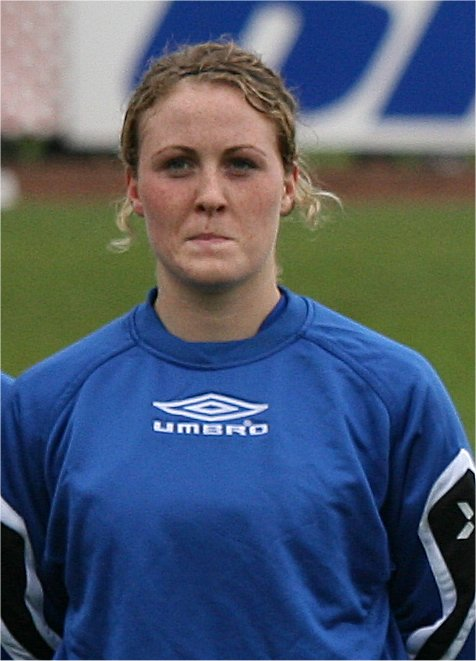
Isabell Herlovsen (* 1988)

- 1988: Isabell Herlovsen, norwegische Fußballspielerin
- 1989: Maximilian Holst, deutscher Handballspieler
- 1990: René Felix, österreichischer Fußballspieler
- 1990: Selina Nowak, deutsche Fußballspielerin
- 1990: Inna Schewtschenko, prominente Aktivistin der ukrainischen feministischen Gruppe Femen
- 1991: Katie Armiger, amerikanische Countrysängerin
- 1991: Laura Vietzen, deutsche Schauspielerin
- 1992: Gino Caviezel, Schweizer Skirennfahrer
- 1992: Kim Sonne, dänischer Handballspieler
- 1993: Marvin Grumann, deutscher Fußballspieler
- 1994: Pouya Norouzi Nezhad, iranischer Handballspieler
- 1996: Tarek Chahed, deutscher Fußballspieler
- 1996: Rebecca Knaak, deutsche Fußballspielerin

### 21. Jahrhundert
- 2003: Alex Lowry, schottischer Fußballspieler

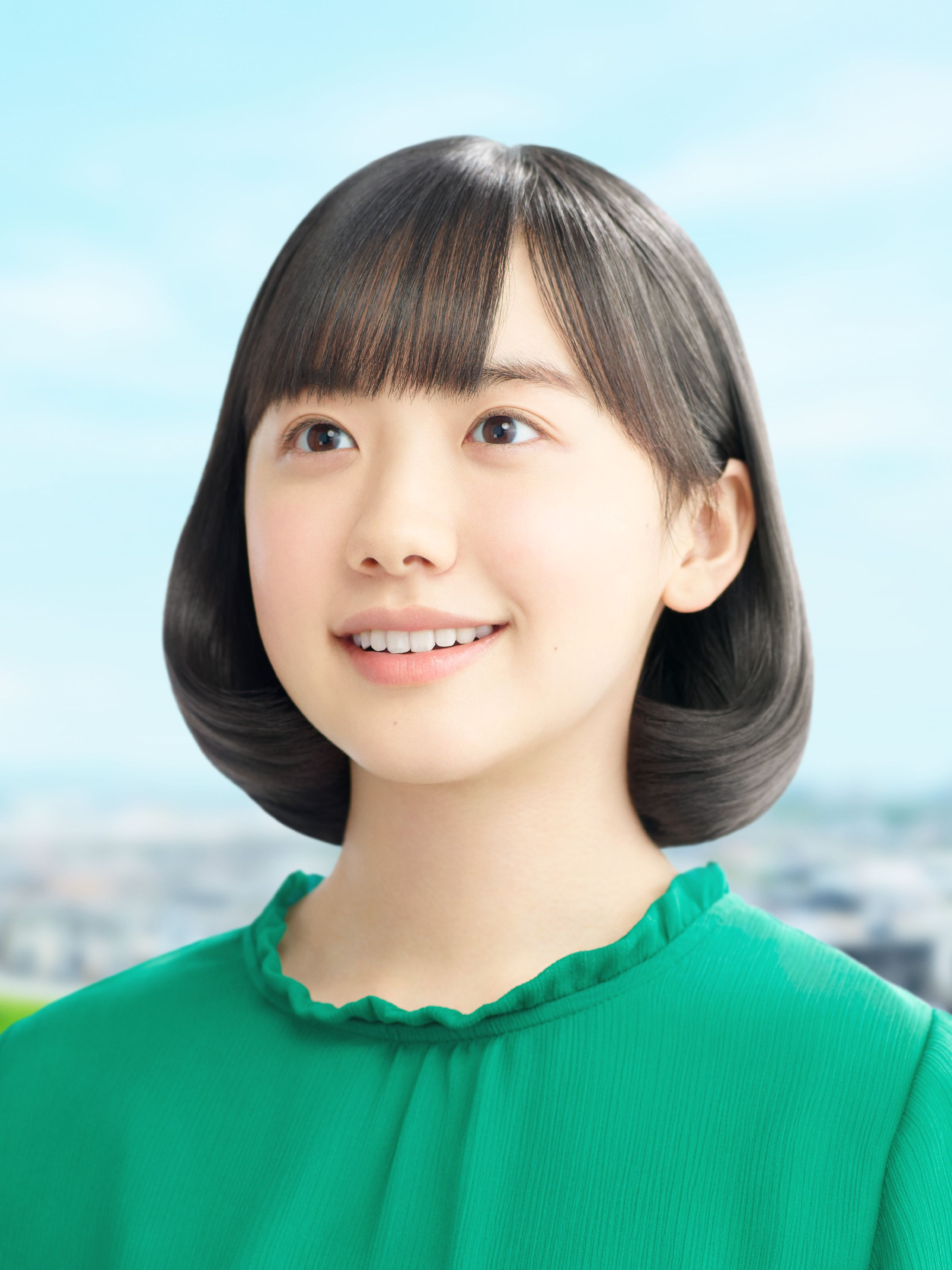
Mana Ashida (* 2004)

- 2004: Mana Ashida, japanische Schauspielerin und Sängerin
- 2005: Phillis Lara Lau, deutsche Schauspielerin
- 2006: Annett Kaufmann, deutsche Tischtennisspielerin

## Gestorben

### Vor dem 17. Jahrhundert

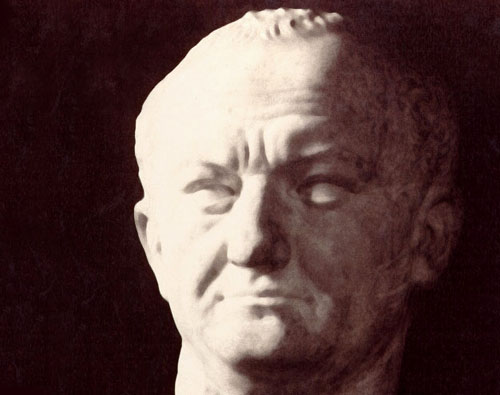
Vespasian († 79)

- 0079: Vespasian, römischer Kaiser
- 0679: Æthelthryth, angelsächsische Heilige
- 1075: Dietwin, Bischof von Lüttich
- 1076: Leutbert, Bischof von Cambrai
- 1137: Adalbert I. von Saarbrücken, Erzbischof von Mainz, Reicherzkanzler
- 1139: Andreas von Kuik, Bischof von Utrecht
- 1213ː Maria von Oignies, Begine, Inspiratorin des Jakob von Vitry, Heilige

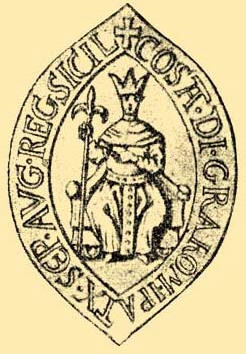
Konstanze von Aragón († 1222)

- 1222: Konstanze von Aragón, Königin von Ungarn, Königin von Sizilien und römisch-deutsche Kaiserin
- 1277: Peder Bang, Bischof von Roskilde
- 1290: Heinrich der Gerechte, Herzog in Schlesien-Breslau
- 1318: Gilles Aycelin de Montaigut, Erzbischof von Narbonne und Rouen
- 1324: Aymer de Valence, 2. Earl of Pembroke, englischer Magnat
- 1325: Chungseon Wang, 26. König des koreanischen Goryeo-Reiches
- 1349: Pierre Bertrand, französischer Kardinal, Theologe und Kirchenrechtler
- 1356: Margarethe von Holland, römisch-deutsche Königin und Kaiserin
- 1371: Johann von Virneburg, gewählter, aber nicht päpstlich anerkannter Erzbischof von Köln, Bischof von Münster und danach Bischof von Utrecht
- 1430: Ludwig von Bar, Herzog von Bar, Bischof von Poitiers, Langres, Porto-Santa Rufina und Châlons, Administrator von Verdun und Pair von Frankreich
- 1444: Markos Eugenikos, Metropolit von Ephesos und orthodoxer Heiliger
- 1472: Guillaume Juvénal des Ursins, Kanzler von Frankreich
- 1500: Elisabeth von Pfalz-Zweibrücken, Gräfin von Nassau-Saarbrücken
- 1500: Ludovico Lazzarelli, italienischer Humanist und Poet
- 1514: Heinrich I., Herzog von Braunschweig und Lüneburg und Fürst von Braunschweig-Wolfenbüttel
- 1524: Anna von Dorsweiler-Criechingen, Äbtissin im Stift Nottuln
- 1537: Pedro de Mendoza, spanischer Konquistador, Gründer der Kolonie Buenos Aires
- 1544: Eleonore von Fürstenberg, Gräfin von Hanau-Lichtenberg
- 1555: Pedro Mascarenhas, portugiesischer Seefahrer, Entdecker und Diplomat
- 1565: Turgut Reis, osmanischer Korsar, Admiral und Bey von Tripolis
- 1567: Petrus Lotichius, Abt des Klosters Schlüchtern
- 1587: Ōmura Sumitada, japanischer Fürst

### 17. und 18. Jahrhundert
- 1611: Christian II., Fürst aus dem Hause Wettin (albertinische Linie)
- 1614: Markus Welser, deutscher Humanist, Historiker und Verleger, Bürgermeister von Augsburg
- 1618: Katharina Kolowrat von Liebsteinsky, aus Tirol stammende Adelige und Kammerfrau
- 1623: Reiner Bontius, niederländischer Mediziner

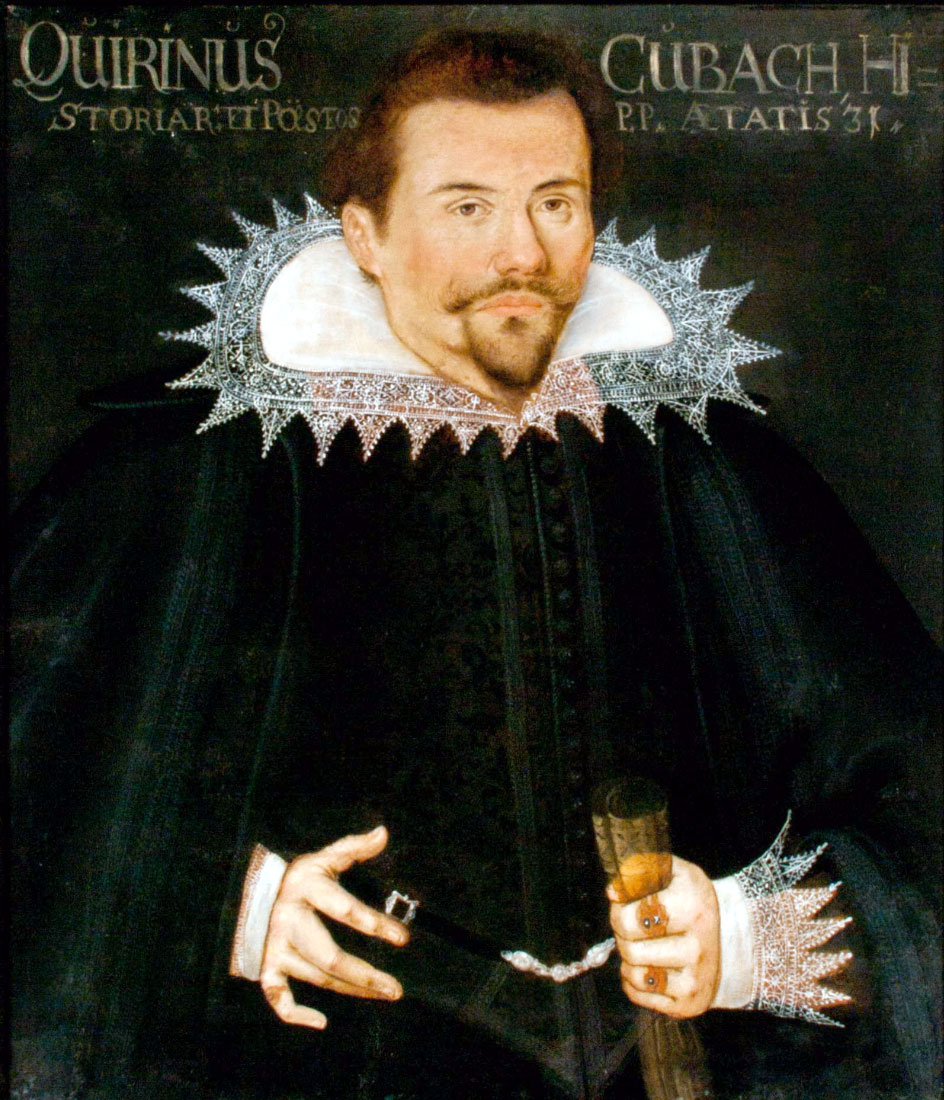
Quirinus Cubach († 1624)

- 1624: Quirinus Cubach, deutscher Historiker, Jurist und Poet
- 1635: Greta Bünichmann, Opfer der Hexenprozesse in Münster
- 1659: Hyojong, 17. König der Joseon-Dynastie in Korea
- 1662: Zheng Chenggong, Armeeführer, Seeräuber und Gründer des Königreichs Tungning auf Taiwan
- 1677: Wilhelm Ludwig, Herzog von Württemberg
- 1691: Süleyman II., osmanischer Sultan
- 1707: John Mill, englischer Theologe
- 1713: Paul Rabe, deutscher Philologe und Philosoph
- 1724: Emanuel Kegel, deutscher Komponist
- 1728: Tsuji Gettan Sukemochi, japanischer Gelehrter, Philosoph und Samurai
- 1733: Johann Jakob Scheuchzer, Schweizer Arzt und Naturforscher

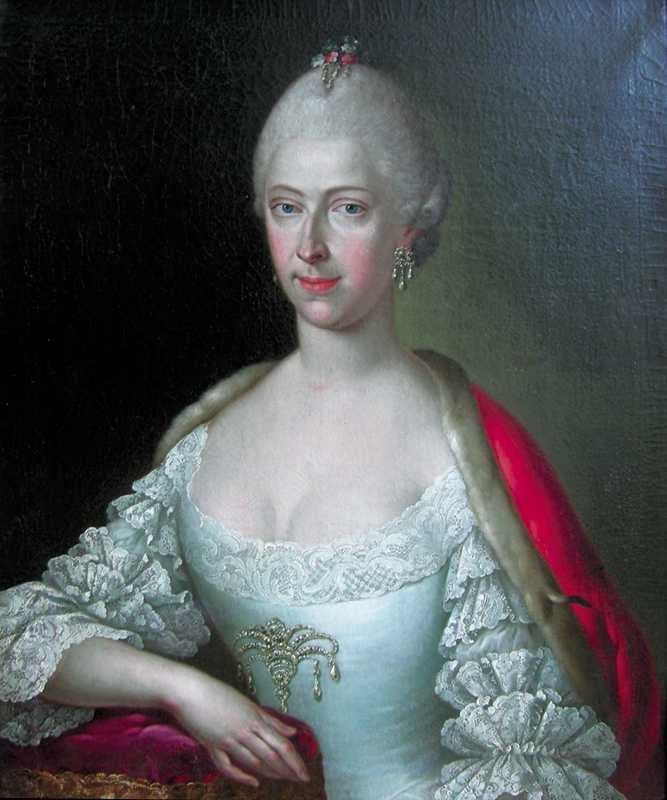
Hedwig Maximiliane von Dyhrn († 1747)

- 1747: Hedwig Maximiliane von Dyhrn, schlesische Adelige, Sternkreuzordensdame und Hofdame am kaiserlichen Hof in Wien
- 1749: Johann Friedrich zu Castell-Rüdenhausen, kaiserlicher Geheimer Rat
- 1762: Wolfgang Dietrich Majer, württembergischer Maler
- 1766: Thomas Roseingrave, englischer Komponist, Organist und Cembalist
- 1767: Johann Hermann von L’Estocq, Chirurg und politischer Günstling der russischen Kaiserin Elisabeth
- 1770: Mark Akenside, englischer Arzt und Dichter
- 1775: James Abercrombie, britischer Offizier
- 1779: Michael Sehul, Gouverneur von Tigray
- 1795: Alexei Petrowitsch Antropow, russischer Maler

### 19. Jahrhundert
- 1804: Heinrich Leopold von Seherr-Thoß, deutscher Großgrundbesitzer
- 1806: Adolf Friedrich Harper, deutscher Maler
- 1807: Georg Thomas von Asch, russischer Stadtphysikus, Divisionsarzt, Chefarzt, Generalstabsarzt und Generalfeldmarschall
- 1816: Ludwig Friedrich Heindorf, deutscher Altphilologe
- 1821: Louise Marie Adélaïde de Bourbon-Penthièvre, Herzogin von Chartres und Herzogin von Orléans
- 1831: Mateo Albéniz, spanischer Komponist, Kirchenmusiker und Musiktheoretiker

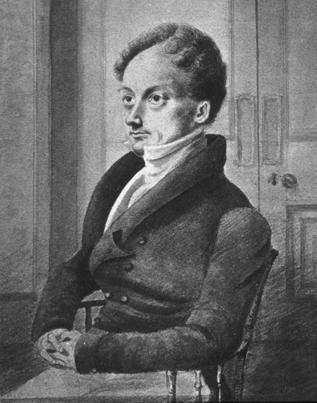
James Mill († 1836)

- 1836: James Mill, englischer Historiker und Ökonom
- 1839: Hester Stanhope, britische Abenteurerin
- 1839: Juan Cruz Varela, argentinischer Schriftsteller, Journalist und Politiker
- 1848ː Maria Leopoldine von Österreich-Este, Erzherzogin von Österreich-Este und Kurfürstin von Bayern
- 1851: Anna Kraus-Wranitzky, österreichische Opernsängerin
- 1852: Karl Pawlowitsch Brjullow, russischer Maler und Architekt
- 1859: Maria Pawlowna, Großherzogin von Sachsen-Weimar-Eisenach
- 1864: Christian Ludwig Brehm, deutscher Pfarrer und Ornithologe
- 1870: Joseph Halstead Anderson, US-amerikanischer Politiker
- 1880: Adolph Zsigmondy, österreichischer Zahnarzt
- 1881: Matthias Jacob Schleiden, deutscher Botaniker und Mitbegründer der Zelltheorie
- 1885: Alexis Dumont, Mainzer Bürgermeister
- 1889: Victor Chauffour, französischer Hochschullehrer und Politiker
- 1891: Norman Robert Pogson, englischer Astronom
- 1891: Paul Bronsart von Schellendorff, preußischer General und Kriegsminister
- 1891: Wilhelm Eduard Weber, deutscher Physiker
- 1893: William Fox, Premierminister von Neuseeland

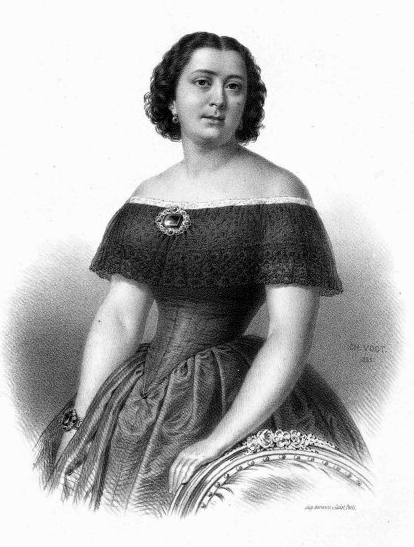
Marietta Alboni († 1894)

- 1894: Marietta Alboni, italienische Opernsängerin (Alt)
- 1896: Hubert Ferdinand Kufferath, deutscher Komponist
- 1897: Edith Peers-Williams, britische Adelige

### 20. Jahrhundert

#### 1901–1950
- 1902: Sidonie Turba, österreichische Opernsängerin und Theaterschauspielerin
- 1903: Ludwig Franzius, deutscher Wasserbauingenieur
- 1908: Kunikida Doppo, japanischer Schriftsteller
- 1912: Alphonse Lavallée-Smith, kanadischer Komponist, Organist und Musikpädagoge
- 1912: Albert von Oppenheim, deutscher Bankiers und Kunstmäzen
- 1913: Nicolás de Piérola, Präsident von Peru

Heinrich Hansjakob († 1916)

- 1916: Heinrich Hansjakob, deutscher Pfarrer, Politiker und Heimatschriftsteller
- 1918: Mohammad Ali Khan Ala al-Saltaneh, iranischer Premierminister
- 1922ː Marie Frieda Albiez, Schweizer Gründerin einer katholischen Organisation
- 1925: Julius Haagn, österreichischer Politiker, Kaufmann und Turnfachmann
- 1926: Jón Magnússon, isländischer Premierminister
- 1939: Alexander Graumüller, deutscher Oberingenieur und Automobilrennfahrer
- 1943ː Alice Michaelis, deutsche Malerin und NS-Opfer
- 1944: Eduard Dietl, deutscher General
- 1944: François Vergucht, belgischer Ruderer
- 1947: Heinrich Arzt, deutscher Unternehmer
- 1948: Hans Adam, deutscher Marineoffizier
- 1949: Heinrich Schnee, deutscher Gouverneur und Politiker, MdR, Mitglied der Lytton-Kommission des Völkerbundes

#### 1951–1975
- 1951: Armin Knab, deutscher Komponist
- 1951: Victor Johnson, britischer Radrennfahrer, Olympiasieger und Weltmeister
- 1952: Peter Georg Cohrs, deutscher Politiker, MdL
- 1953: Albert Gleizes, französischer Maler und Schriftsteller
- 1953: Syama Prasad Mukherjee, indischer Politiker
- 1956: Reinhold Moritzewitsch Glière, russischer Komponist
- 1957: Louis Fürnberg, tschechoslowakisch-deutscher Schriftsteller und Dichter, Komponist, Journalist und Botschafter
- 1958: Armas Järnefelt, finnischer Komponist

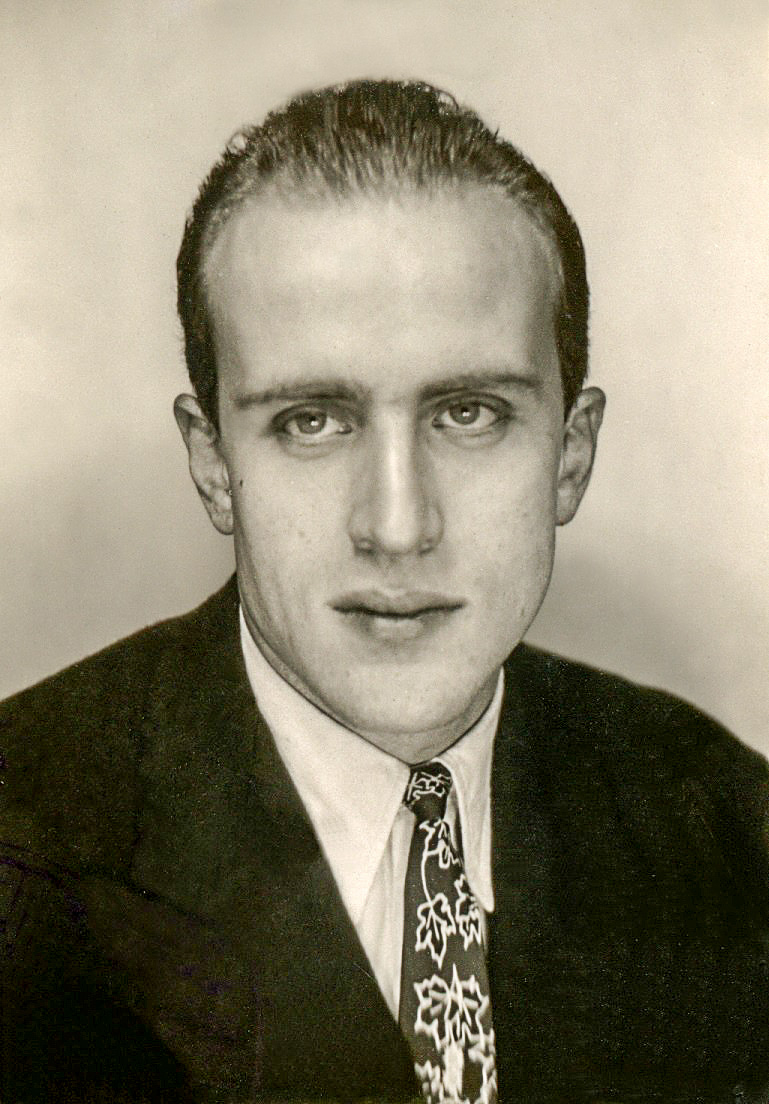
Boris Vian († 1959)

- 1959: Boris Vian, französischer Schriftsteller, Ingenieur und Musiker
- 1959: Jean Gallon, französischer Komponist und Kompositionslehrer
- 1960: Harald Cosack, deutsch-baltischer Historiker, Übersetzer und Hochschullehrer
- 1960: Martin Schenck, deutscher Biochemiker
- 1961: Werner Gilles, deutscher Maler
- 1962: Richard Rössler, deutscher Pianist, Organist, Komponist und Musikpädagoge
- 1963: Gustav Gundlach, deutscher Sozialethiker, -philosoph und -wissenschaftler
- 1963: Anna Stiegler, deutsche Landespolitikerin (SPD), MdBB, im Widerstand gegen den Nationalsozialismus
- 1963: Sophie Wencke-Meinken, deutsche Malerin
- 1966: Nicolas Caerels, belgischer Automobilrennfahrer
- 1967: Charles Armstrong, US-amerikanischer Mediziner
- 1968: Andreas von Aulock, deutscher Offizier, Festungskommandant von Saint-Malo
- 1969: Friedrich Boetzel, deutscher Brigadegeneral
- 1969: Volmari Iso-Hollo, finnischer Leichtathlet, Olympiasieger

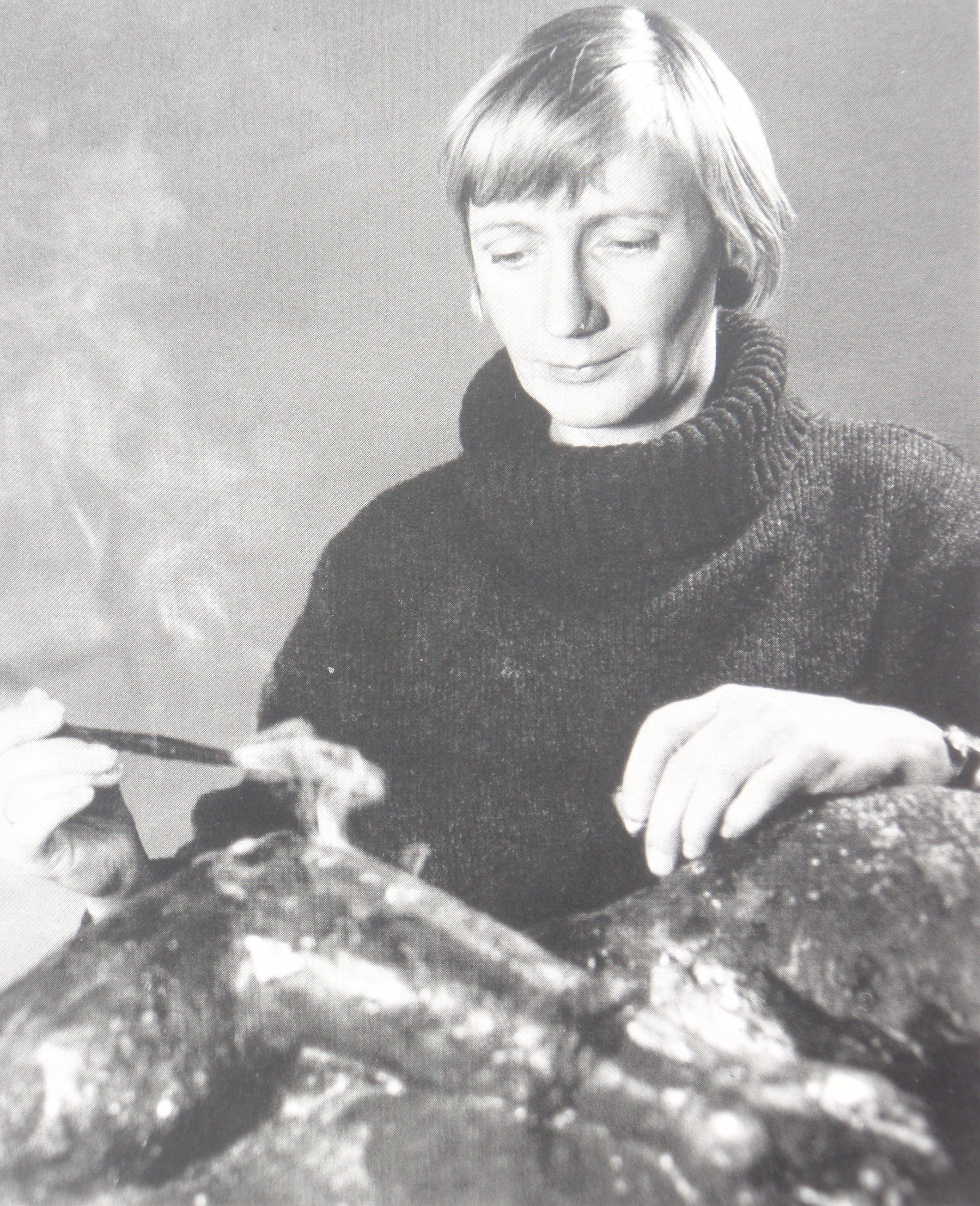
Ursula Querner († 1969)

- 1969: Ursula Querner, deutsche Bildhauerin, Plastikerin und Grafikerin
- 1972: Carl Auen, deutscher Filmschauspieler
- 1973: Hans Reese, deutscher Fußballspieler und Neurologe
- 1975: Erna Auerbach, deutsch-britische Malerin
- 1975: Per Wahlöö, schwedischer Schriftsteller

#### 1976–2000
- 1980: Adrien Drancé, französischer Automobilrennfahrer
- 1980: Sanjay Gandhi, indischer Politiker
- 1980: Clyfford Still, US-amerikanischer Maler des Abstrakten Expressionismus
- 1980: Eugène Verpault, französischer Automobilrennfahrer
- 1981: Willi Bleicher, deutscher Gewerkschafter
- 1981: Zarah Leander, schwedische Schauspielerin und Sängerin
- 1984: Werner Simmann, deutscher Politiker, MdL
- 1985: Ernst von Caemmerer, deutscher Rechtswissenschaftler
- 1985: Hubert Schulze Pellengahr, deutscher Politiker, MdB
- 1987: Adrienne Gessner, österreichische Schauspielerin
- 1987: Tito Lara, puerto-ricanischer Sänger und Schauspieler
- 1987: Helmut Stellrecht, deutscher Politiker und Schriftsteller, MdR
- 1988: Udo Krause, deutscher Journalist, Gerichtsreporter und Jurist
- 1988: Jan Wodyński, polnischer Maler
- 1989: Michel Aflaq, arabischer Politiker, Mitbegründer der Ba’ath-Partei

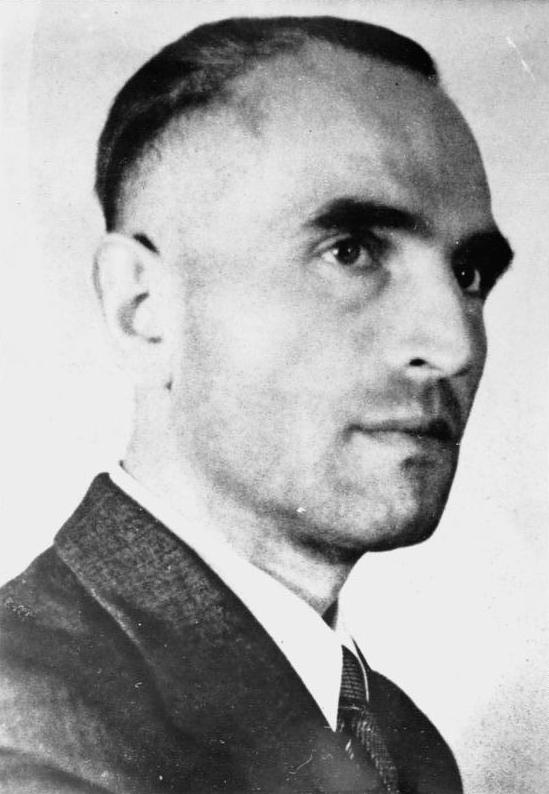
Werner Best († 1989)

- 1989: Werner Best, deutscher Jurist, Polizeichef und Statthalter, Kriegsverbrecher
- 1989: Friedrich Hacker, österreichisch-US-amerikanischer Psychiater, Psychoanalytiker und Aggressionsforscher
- 1989: Timothy Manning, US-amerikanischer Erzbischof und Kardinal
- 1991: Basdeo Bissoondoyal, mauritischer Volksaufklärer, Hindu-Missionar und Schriftsteller
- 1991: Flemming Danty, dänischer Schauspieler
- 1991: Michael Pfleghar, deutscher Filmregisseur
- 1993: Edgar Schenkman, US-amerikanischer Dirigent und Musikpädagoge
- 1995: Paul Scholz, deutscher Politiker, Abgeordneter der Volkskammer, Minister für Land- und Forstwirtschaft der DDR
- 1996: Andreas Papandreou, griechischer Politiker und Wirtschaftswissenschaftler, Ministerpräsident

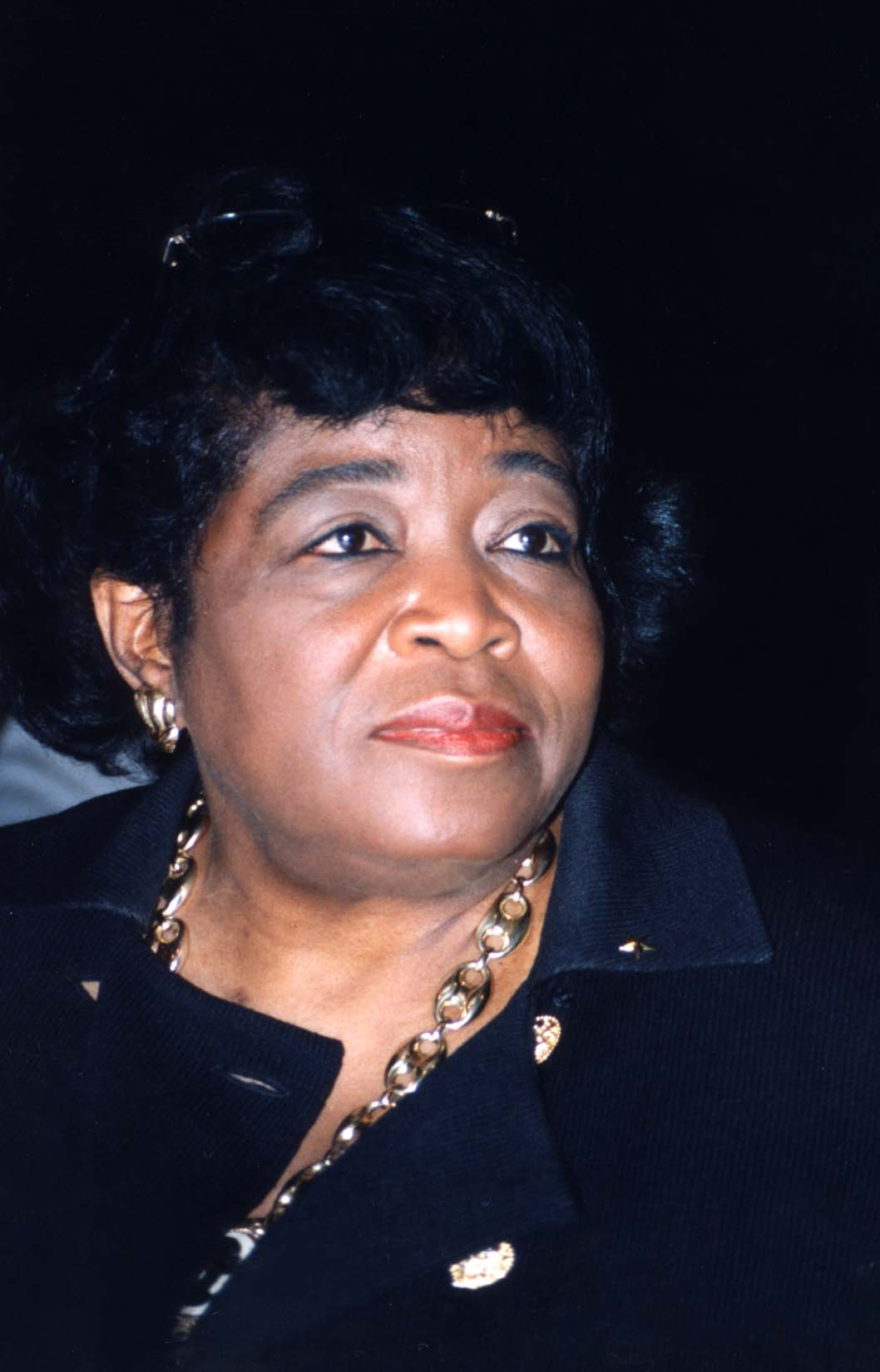
Betty Shabazz († 1997)

- 1997: Betty Shabazz, US-amerikanische Bürgerrechtsaktivistin, Ehefrau von Malcolm X
- 1998: Ida Krottendorf, österreichische Schauspielerin

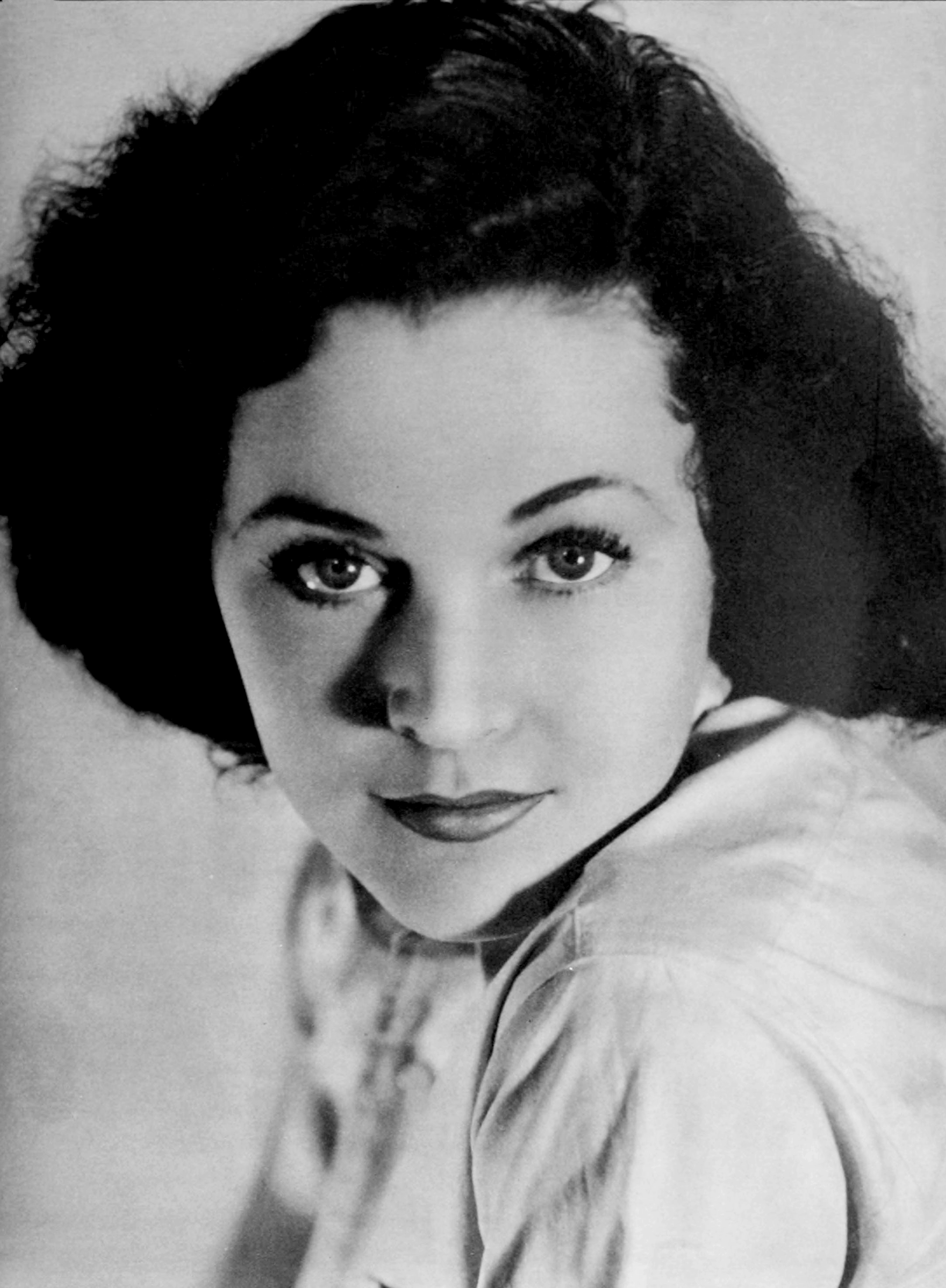
Maureen O’Sullivan († 1998)

- 1998: Maureen O’Sullivan, irisch-US-amerikanische Schauspielerin
- 1999: Paul Glansdorff, belgischer Physiker
- 2000: János Percz, ungarischer Designer und Grafiker
- 2000: George Perlman, US-amerikanischer Geiger, Komponist und Musikpädagoge
- 2000: Jerome Richardson, US-amerikanischer Jazzsaxophonist und -flötist

### 21. Jahrhundert

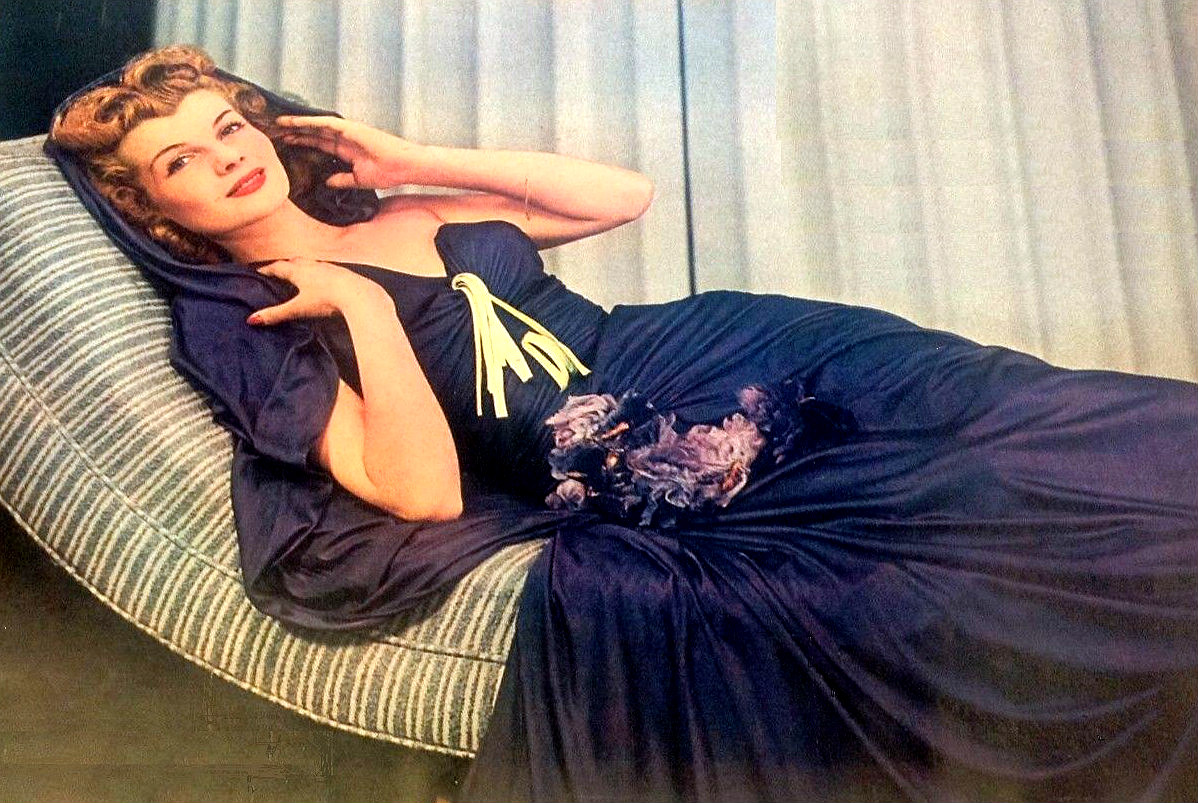
Corinne Calvet († 2001)

- 2001: Corinne Calvet, französische Schauspielerin
- 2002: Jorge Arias Gómez, salvadorianischer Autor
- 2003: Fred Sandback, US-amerikanischer Bildhauer
- 2004: Herman H. Goldstine, US-amerikanischer Mathematiker
- 2004: Theo Schöller, deutscher Unternehmer (Schöller-Eis)
- 2005: Jean-Baptiste Gourion, algerischer Bischof
- 2006: Martin John Lars Adler, schwedischer Journalist und Fotograf
- 2006: Aaron Spelling, US-amerikanischer Film- und Fernsehproduzent
- 2009: Hanne Hiob, deutsche Schauspielerin
- 2010: Jörg Berger, deutscher Fußballspieler und -trainer
- 2010: Frank Giering, deutscher Schauspieler

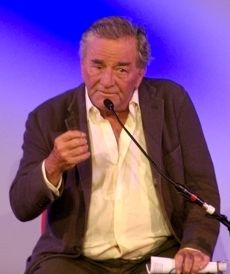
Peter Falk († 2011)

- 2011: Peter Falk, US-amerikanischer Schauspieler und Filmproduzent
- 2011: Stéphane Franke, deutscher Leichtathlet, Olympiateilnehmer

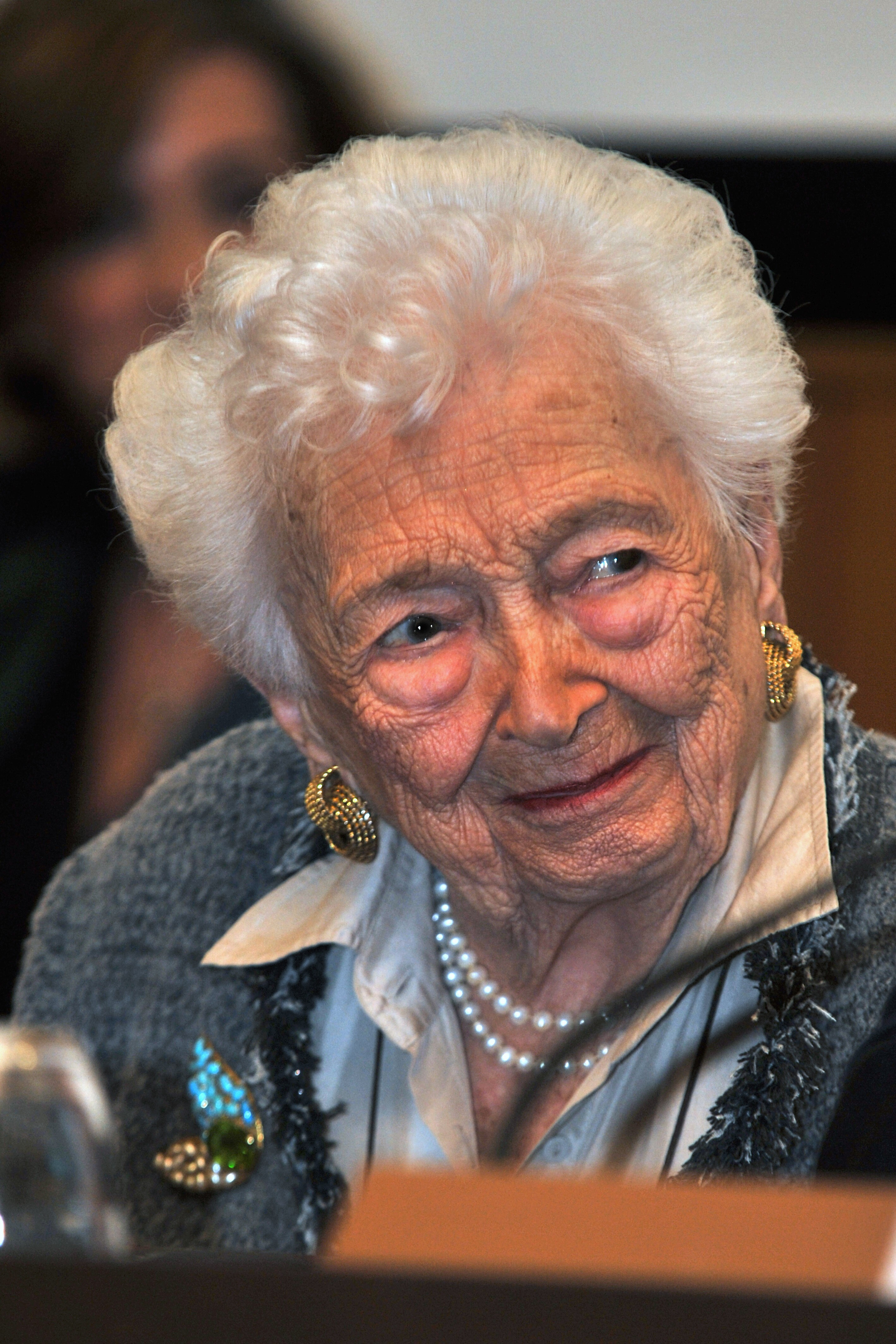
Christiane Desroches Noblecourt († 2011)

- 2011: Christiane Desroches-Noblecourt, französische Ägyptologin
- 2012: Brigitte Engerer, französische Pianistin
- 2013: Richard Matheson, US-amerikanischer Autor
- 2014: Kurt Emil Hugo Arentz, deutscher Bildhauer
- 2015: Helmuth Lohner, österreichischer Schauspieler
- 2015: Eduard Lohse, deutscher Bischof und Ratsvorsitzender
- 2016: Peter Morley, britischer Dokumentarfilmer und Fernsehproduzent
- 2016: Moritz Neumann, deutscher Journalist und Vertreter des Judentums
- 2017: Tonny van der Linden, niederländischer Fußballspieler
- 2017: Stefano Rodotà, italienischer Jurist, Hochschullehrer, Politiker und Autor
- 2018ː Ursula Geissler, deutsche Botanikerin und Hochschullehrerin
- 2018: Kim Jong-pil, südkoreanischer Militär und Politiker
- 2018ː Veselinka Šušić, jugoslawische bzw. serbische Medizinerin
- 2019: George Rosenkranz, mexikanischer Chemiker und Unternehmer
- 2019: Dave Bartholomew, US-amerikanischer Jazzmusiker
- 2020: Katrin Beinroth, deutsche Judoka
- 2020: David MacLennan, kanadischer Biochemiker
- 2020ː Genovaitė Sabaliauskaitė, litauische Ballettartistin und Choreografin
- 2021: Johannes Baumgartner, Schweizer Leichtathlet
- 2021: John McAfee, britisch-US-amerikanischer Programmierer
- 2021: Pentti Saarman, finnischer Boxer
- 2021: Darius Young, US-amerikanischer Sportschütze
- 2022: Henri Elendé, kongolesischer Hochspringer
- 2022: Ernst Jacobi, deutscher Schauspieler
- 2022: Ove Malmberg, schwedischer Eishockeyspieler
- 2023: Wolf Krötke, deutscher evangelischer Theologe
- 2023: Hansgert Lambers, deutscher Fotograf, Autor und Verleger
- 2024: Walter Beck, deutscher Regisseur, Drehbuchautor und Schauspieler
- 2025: Gérard Lefranc, französischer Fechter
- 2025ː Margit Palme, österreichische Malerin und Kunstpädagogin
- 2025ː Susan Beth Pfeffer, US-amerikanische Autorin

## Feier- und Gedenktage
- Kirchliche Gedenktage
  - Argula von Grumbach, deutsche Reformatorin (evangelisch)

- Namenstage
  - Æthelthryth († 23. Juni 679), die Heilige Edeltraud

- Staatliche Feier- und Gedenktage
  - Luxemburg: Nationalfeiertag von Luxemburg (seit 1961)
  - Okinawa: Irei no hi (seit 1961)

- Sonstige
  - „Swastika-Rehabilitations-Tag“ (Raelismus)[1]

Weitere Einträge enthält die Liste von Gedenk- und Aktionstagen.